# François-Edmond Pâris
Pour les articles homonymes, voir Paris (homonymie).
François-Edmond Pâris, né à Paris le 2 mars 1806 et mort à Paris le 8 avril 1893, est un officier de marine, cartographe et dessinateur français. Après une formation au Collège royal de la Marine à Angoulême, il embarque pour plusieurs expéditions autour du monde, notamment à bord de l'Astrolabe et de la Favorite et plus tard de l'Artémise. Vice-amiral, il est également connu pour ses travaux sur la construction navale et il participe avec grand intérêt au perfectionnement de la propulsion à vapeur, publiant plusieurs ouvrages sur le sujet. Sa passion pour la construction navale le pousse aussi à étudier les embarcations extra-européennes qu'il rencontre lors de ses voyages, faisant de lui le père de l'ethnographie nautique aux yeux de certains auteurs. À la fin de sa carrière, il est nommé à la direction du Musée national de la Marine où il laisse un héritage conséquent de dessins et maquettes.

## Biographie

### Jeunesse et formation
François-Edmond Pâris naît à Paris le 2 mars 1806,. Son père est fonctionnaire chargé de la gestion des biens immobiliers appartenant à l’État tandis que sa mère est la fille d'un armateur brestois qui exploitait des navires, notamment pour le transport. Après de nombreux déménagements, d'abord en Illyrie où son père avait été nommé secrétaire du gouvernement des Provinces Illyriennes, puis en Italie, plus précisément à Venise et à Gênes, la famille Pâris s'installe à Brest, en France. François-Edmond est alors âgé de sept ans.
François-Edmond Pâris est inscrit à l'école communale de Brest qui n’a pas une tradition éducative pour les jeunes garçons issus des classes populaires. Ces derniers sont plutôt destinés au métier de matelot. Il bénéficie cependant d’une bourse communale pour aller au collège de Pontivy comme une douzaine d’autres garçons. François-Edmond Pâris y est admis en mars 1816 comme pensionnaire pour trois ans. Au collège de Pontivy, il suit un régime strict. Il doit porter l’uniforme et les jeunes garçons doivent suivre une discipline militaire et religieuse.
Début 1820, la famille Pâris décide que François-Edmond sera officier de marine. Il bénéficie de certains « talents » pour cette carrière : un pour le dessin et des facilités en mathématiques. Malgré cela, sa famille lui fait suivre des cours particuliers de mathématiques car cette discipline n'est enseignée à Pontivy qu'à partir de la seconde et il est seulement en troisième à ce moment-là.
La place au Collège Royal de la Marine d’Angoulême auquel il prétend est chère. Une ordonnance de 1816 impose un numerus closus de 150 places. De plus, sont préférés « les fils d’officiers militaires et civils de la marine, ainsi que ceux des officiers de toutes armes et des magistrats qui, ayant servi [le Roi] avec zèle et fidélité, auront transmis les mêmes principes à leurs enfants ». Il rentre le 1er août 1820 au Collège royal de la Marine d’Angoulême, admis en partie grâce à l’influence de son oncle Auguste.
Débute alors, pour François-Edmond Paris, une formation en trois étapes. Tout d’abord, les collégiens prennent le rang d’élèves de la Marine de troisième classe. À Angoulême, ils suivent un enseignement théorique. À l’issue de cette formation, les élèves doivent passer un examen qui leur permet d’obtenir la deuxième classe. Les élèves de la Marine de deuxième classe sont alors répartis dans différents ports : Brest, Toulon et Rochefort. Ils sont réunis en compagnies et révisent les mathématiques ainsi que le dessin. Enfin, ils passent à la phase pratique, qui consiste en quarante-six mois d’embarquement, la dernière étape avant de devenir officiers.
La formation est difficile et demande beaucoup de rigueur aux élèves. Elle repose sur une éducation militaire et religieuse qui impose aux élèves le silence une bonne partie de la semaine. De nombreux élèves trouvent cela trop contraignant et font l’école buissonnière.
François-Edmond Pâris, de nature calme, supporte plutôt bien ce climat. Un enseignement classique est dispensé aux jeunes garçons : belles-lettres, histoire, géographie, français et anglais sont enseignés. Cependant, l’anglais est peu appris en raison du sentiment anglophobe sous la Restauration. Les jeunes futurs officiers suivent également une formation scientifique axée sur les mathématiques (arithmétique, géométrie, trigonométrie, navigation, statique) ainsi que sur le dessin (cartographie, lavis). Selon les détracteurs de l’institution, l’enseignement y est jugé médiocre et les examens peu exigeants.
En 1822, après deux années d’études, Pâris passe les examens d’élève de seconde classe et est affecté à la Compagnie des élèves de la Marine à Brest pour y suivre une formation pratique. Malgré ses lacunes en anglais et ses tentatives maladroites de masquer son orthographe incertaine par une écriture brouillonne, Pâris parvient à réussir les épreuves : il est classé 21e sur 26 à l’issue de cet examen et devient élève de seconde classe. Ses résultats modestes sont compensés par son sérieux et son respect des règles.

### La formation pratique à Brest et les premiers embarquements (1822-1826)

#### Instruction à terre
À Brest, il approfondit ses connaissances théoriques en mathématiques, hydrographie et navigation. Il suit également des cours de dessin de marine avec le peintre officiel de la Marine Pierre-Julien Gilbert, élève de Pierre Ozanne, qui lui enseigne la représentation des navires et des côtes. Pâris s'initie ainsi à l'art du tracé des cartes, des vues de côtes et se perfectionne en dessin de marine, grâce aux visites des ateliers et des arsenaux.
Les élèves doivent aussi se familiariser avec les arsenaux, les chantiers navals, et les exercices militaires, notamment la manipulation de l’artillerie navale et les manœuvres de gréement.

#### Premiers embarquements et formation en mer
Le premier embarquement de Pâris a lieu le 12 septembre 1822 sur un navire brick goélette, un navire à deux mâts, La Gazelle, sous le commandement du capitaine de frégate Lalande et par en Méditerranée orientale. Il devait initialement rejoindre la corvette Sapho en Méditerranée, mais celle-ci ayant déjà quitté Toulon, Pâris est transféré sur plusieurs navires, nombreuses corvettes comme La Médée, L’Ariège sous le commandement du lieutenant de vaisseau Laurens de Choisy et La Salamandre commandée par Gigaux de Grandpré.
Ces affectations lui permettent d’apprendre la manœuvre des navires, les techniques de levé hydrographique, la navigation astronomique et l’organisation de la vie à bord.
En juillet 1824, il embarque sur L’Amphitrite, sous les ordres du capitaine d’Oysonville, et sert sous les ordres du lieutenant de vaisseau Cyrille Laplace. Ce dernier devient un mentor pour Pâris et lui inculque des principes essentiels comme l’importance du bien-être des marins (alimentation, hygiène, discipline mesurée), ainsi que la rigueur dans l’application des ordres et l'apprentissage des manœuvres. En octobre 1825, il embarque sur la gabare L’Active, commandée par Urvoy de Portzamparc, pour une mission entre Brest et Toulon.

### Expéditions navales
À partir de 1826, il effectue trois tours du monde.

#### Première navigation (1826-1829)
De 1826 à 1829, il participe à la circumnavigation de la corvette l’Astrolabe de Dumont d'Urville dont l'objectif est l'exploration de l'Océanie ainsi que la recherche des épaves de l'expédition commandée par Jean-François de La Pérouse. Cette mission vise à approfondir la connaissance des territoires océaniens et à corriger les erreurs des cartes existantes, tout en collectant des données scientifiques sur la faune, la flore et les populations locales.
À bord du navire, l'une des premières décisions prises est d'accorder à Pâris le grade d'officier le 6 juin 1826, ce qui lui permet d'accéder à davantage de responsabilités dans l'organisation des relevés cartographiques et hydrographiques, contribuant directement à l’élaboration de cartes plus précises. Dumont d’Urville, soucieux d’assurer le succès scientifique du voyage, répartit minutieusement les tâches entre ses hommes. Charles-Hector Jacquinot, le second, est nommé astronome du bord, responsable des montres marines et des observations de latitude et de longitude du navire. Ces données sont cruciales pour déterminer avec exactitude la position du navire et établir des repères fiables pour la navigation future. Il semblerait que Dumont d’Urville juge Pâris médiocre lorsqu’il fait la revue des élèves en octobre 1826, mais il est « touché par l'empressement qu'il apporte dans tout ce qui a trait au service », reconnaissant progressivement ses talents en tant qu’hydrographe et dessinateur de cartes.
Le 19 décembre 1826, L’Astrolabe quitte la Nouvelle-Hollande pour entreprendre l’exploration des îles du Pacifique, en commençant par la Nouvelle-Zélande. Le 10 janvier 1827, la corvette entame deux mois d’exploration sur les traces de James Cook, avec pour mission de corriger les positions portées sur les cartes et de restituer aux caps, baies et îles leurs noms indigènes dans un souci d'exactitude. Le voyage est semé d’embûches : les tempêtes et les courants violents mettent l’équipage à rude épreuve. L’Astrolabe frôle le naufrage contre la côte, notamment lors d’un épisode dramatique où l’équipage doit redoubler d’efforts pour éviter un échouage définitif. En parallèle, les contacts avec les insulaires, les rangatira (chefs maoris), se révèlent fréquents et enrichissants, tant d’un point de vue géographique qu’ethnographique, en permettant de mieux comprendre les modes de vie et les structures sociales des populations locales. Cela permet également un ravitaillement en vivres frais pour l'équipage, essentiel à la survie des hommes après des semaines de navigation sans escale. Le 2 avril 1827, L’Astrolabe contourne les îles Curtis et McCauley, dont Pâris dresse minutieusement le plan, appliquant avec rigueur les méthodes d’hydrographie qu’il perfectionne au fil de l’expédition.
Le voyage de Pâris est semée d'embûches à Tonga Tabou notamment : alors que le commandant s'apprête à ordonner le départ, les insulaires auparavant accueillants envers la corvette et l'ensemble de son équipage, deviennent hostiles et lancent une attaque contre les marins envoyés pour ramasser le sable destiné au nettoyage du pont. Pris au dépourvu, plusieurs marins sont capturés, et Dumont d’Urville décide de riposter fermement pour éviter un massacre. Pâris commande l’un des canots de riposte, couvrant la progression d’un détachement militaire envoyé récupérer les prisonniers. L'épreuve la plus difficile durant ces expéditions sont les maladies73. En mars 1828, sur les côtes de Vanikoro, l’équipage est frappé par une série d’épidémies dévastatrices. La majorité de l'équipage succombe au paludisme, à la fièvre typhoïde et à la dysenterie, des maladies que les officiers et les médecins du bord peinent à contenir en raison des conditions sanitaires précaires. Pâris, affaibli par la maladie depuis l'épisode de Tonga Tabou, voit son état empirer fin mars 1828, juste après avoir relevé le plan de la baie de Tevai. Cette tâche, cruciale pour l’identification du site du naufrage de La Pérouse, est l’un de ses derniers travaux avant d’être gravement atteint par la fièvre. Malgré ces épreuves, les relevés hydrographiques de Pâris et de ses compagnons apportent une contribution inestimable à la cartographie des mers du Sud et posent les bases des études futures sur la navigation dans ces régions.

#### Deuxième navigation (1829-1833)

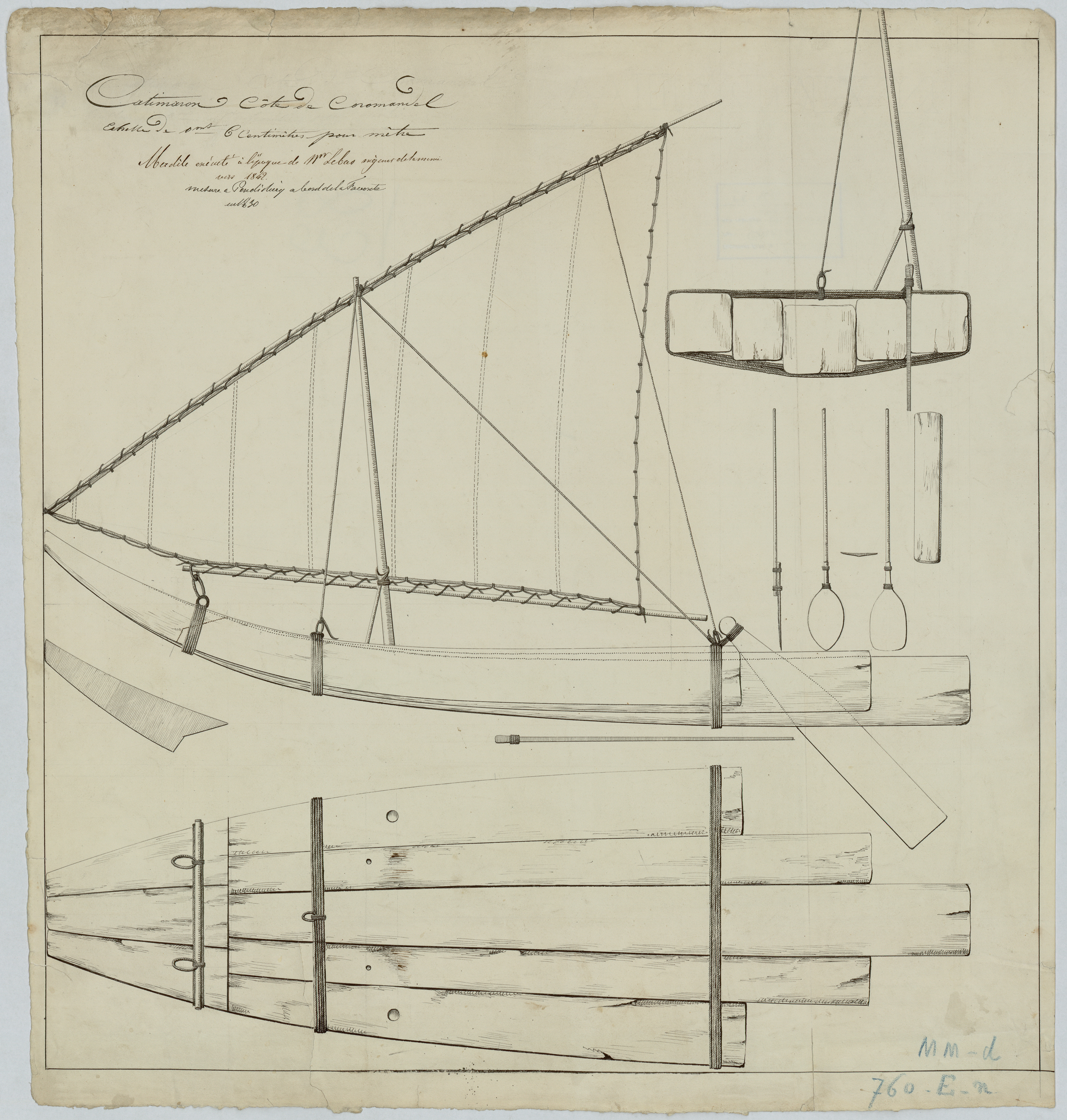
Catimaron de la Côte de Coromandel, embarcation traditionnelle d'Inde, mesuré par François -Edmond Pâris à bord de La Favorite, plan de 1842.

De 1829 à 1832, il participe à une expédition scientifique à bord de la corvette la Favorite, qui l'amène à longer l'Afrique orientale, l'Inde, la Chine, l'Indochine, la Nouvelle-Zélande et l'Amérique du Sud. Lors de son séjour en Nouvelle-Zélande, la méthode adoptée par François Edmond Pâris semble être clairement définie : il réalisera une multitude de dessins qu'il collecte, en suivant « la règle et l’équerre » en tant que principes directeurs.
À l’instar de son approche en hydrographie, il adopte une démarche scientifique minutieuse. Les pirogues sont mesurées avec précision : à l’aide d’un cordeau lorsqu’un examen prolongé est possible, ou bien à l’estime lorsqu’elles ne peuvent être observées qu’à distance. Chaque détail « anatomique » est soigneusement noté et représenté avec exactitude, dans le respect des proportions. La fidélité du relevé et du dessin transparaît dans les gravures de l’atlas historique du voyage ainsi que dans les plans originaux.
Il est affecté au Dépôt des cartes et plans de la Marine en 1832 pour préparer la publication des relevés cartographiques effectués à bord de la Favorite. Il est promu lieutenant de vaisseau la même année et il est envoyé à sa demande en Angleterre pour étudier l'utilisation de la machine à vapeur dans la propulsion navale.
Il est élevé au rang de Chevalier de la Légion d'honneur en 1833.

#### Troisième navigation et publication de son ouvrage fondateur (1837-1841[6])

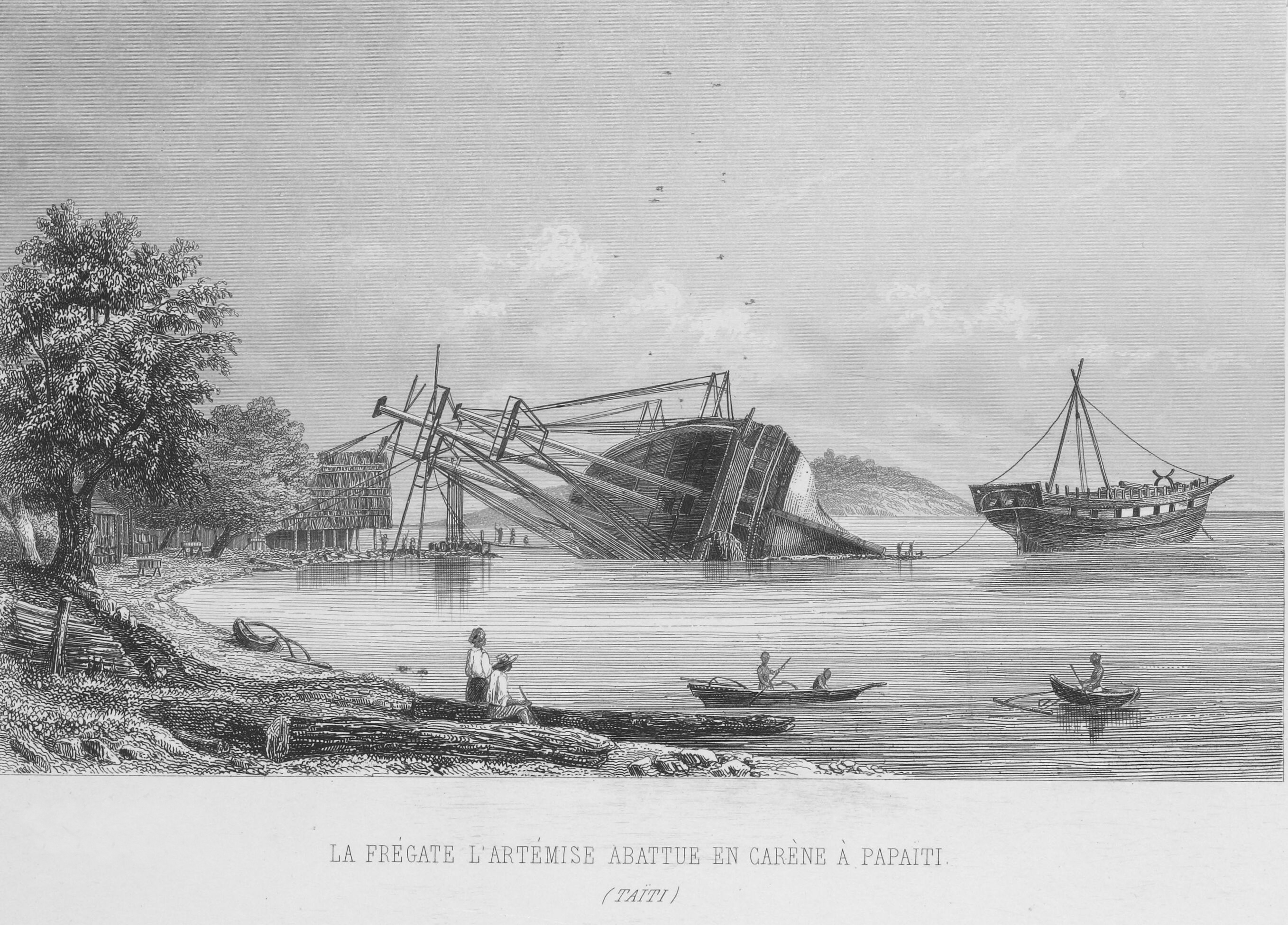
Gravure par François-Edmond Pâris représentant lArtémise, abattue en carène après son échouage sur les plages de Tahiti, 1839.

En 1837, il rejoint la frégate Artémise pour un troisième voyage d'exploration, qui dure jusqu'en 1840 et l'amène en Inde. À Pondichéry, au cours d'une visite de fonderie, il perd l'avant-bras gauche. L'expérience acquise depuis ses premiers embarquements lui fournit les matériaux pour son ouvrage fondateur, sur la construction navale des peuples extra européens, paru en 1841.
Il est élevé au rang d'Officier de la Légion d'honneur en 1839.
Il est affecté au Dépôt des cartes et plans de la Marine en 1840 pour aider le commandant Laplace à exploiter les résultats du voyage de l'Artémise. La même année, il est promu capitaine de corvette.
Deux ans plus tard, il se marie avec Nelly Bonnefoux, fille du capitaine de vaisseau Bonnefoux, en 1842. Trois enfants vont naître de cette union : une fille et deux garçons, Armand et Léon. Ces derniers deviendront marins et dessinateurs comme leur père. Son plus proche collaborateur sera d'ailleurs Armand Pâris, l'aîné.
Il est promu capitaine de vaisseau (seconde classe) en 1846. Il commande ensuite le yacht royal le Comte d’Eu construit au Havre par Augustin Normand, jusqu'en 1847.
En 1853, il est de nouveau affecté au Dépôt des cartes et plans et il est promu capitaine de vaisseau de première classe.

### Guerre et missions navales (1855-1858)

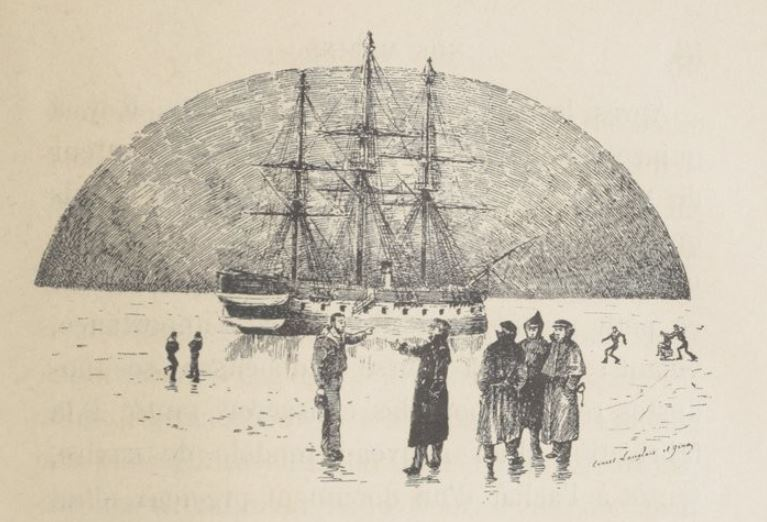
La station française du Dniepr sous les ordres de François-Edmond Pâris pendant l'hiver 1855-1856, gravure d' Ernest Langlois et Ginos (Nos marins : vice-amiraux, contre-amiraux, officiers généraux des troupes de la marine et des corps entretenus, Étienne Tréfeu, 1888, BNF/Gallica).

Durant la Guerre de Crimée, François-Edmond Pâris devient responsable de la division navale du Dniepr, après la bataille de Kinburn en 1855. Cette prise de responsabilité renforce son rôle dans la flotte française. La même année, il est décoré de la croix de Commandeur de la Légion d'honneur pour la reconnaissance de son engagement. Par la suite, il embarque à bord de la corvette à vapeur le Vautour, navire participant aux opérations en mer Noire.
En 1856, François-Edmond Pâris prend le commandement de la frégate mixte l’Audacieuse construite sur les plans de l’ingénieur naval Henri Dupuy de Lôme. Ce navire combine voiles et vapeur est un témoin marquant de l'évolution de la technologie de la Marine française de l'époque.
L'année suivante, en 1857, François-Edmond Pâris effectue un nouveau voyage en Angleterre pour suivre la construction du paquebot transatlantique révolutionnaire, le SS Great Eastern. Ce voyage témoigne de son intérêt pour les avancées maritimes.
En 1858, François-Edmond Pâris est promu contre-amiral.

### Contributions (1862-1880)

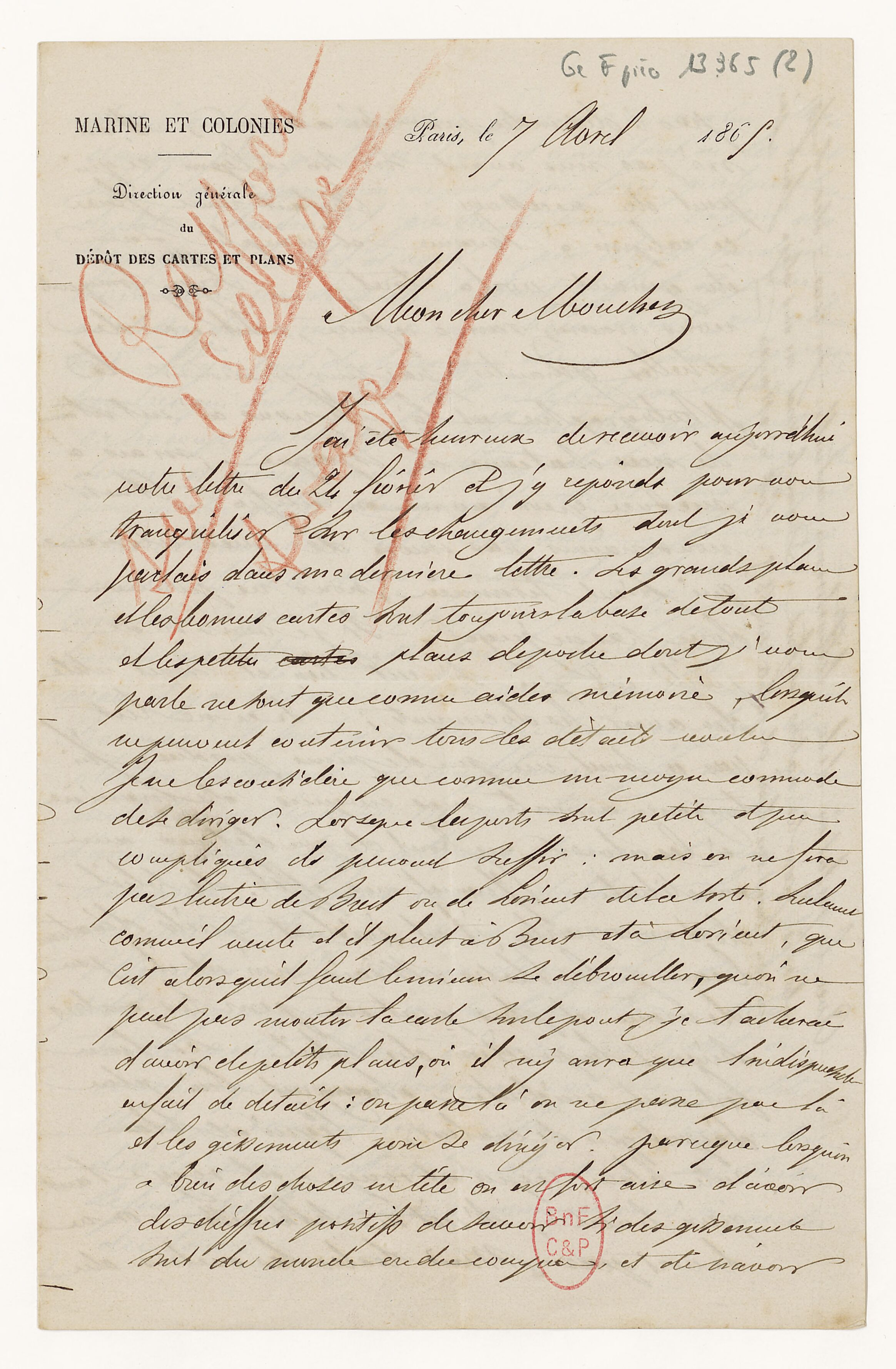
Lettre de François-Edmond Pâris adressée en 1865 à Ernest Mouchez concernant les nouvelles orientations du Dépôt des cartes et plans de la Marine.

En 1862, il est nommé membre du jury de l'exposition universelle de Londres.
En 1863, il devient membre de l’Académie des sciences et il est nommé au bureau de la Société de géographie. Il devient également membre de la Commission des phares.
En 1864, Pâris est promu vice-amiral et devient directeur du Dépôt des cartes et plans de la Marine. En 1867, il est élu membre du bureau des longitudes. On lui confie alors la direction du Musée naval au Louvre qui deviendra le Musée national de la Marine et qu'il dirigera jusqu'à sa mort en 1893. Le Musée national de la Marine conserve un fonds d'environ 450 plans, calques et dessins préparatoires réalisés par Pâris.
En 1875, il est nommé vice-président de l'Académie des sciences et en 1876 il en devient le président.
En 1880, il est élevé au rang de Grand-croix de la Légion d'honneur et devient membre du Conseil de l'ordre.

### Décès (1893)
François-Edmond Pâris meurt à Paris le 8 avril 1893, des suites d'une pneumonie à la maison de la santé des Frères de Saint-Jean-de-Dieu. Travailleur infatigable, il continue de siéger à l'Académie et fréquente encore le musée jusque dans les derniers jours précédant son décès. L'annonce de son décès fait la une des journaux nationaux et se répand ensuite mondialement. La presse britannique et américaine pleure "the father of the navy", reconnu pour ses travaux portant sur la navigation à vapeur et les cuirassés. Les hommages se multiplient en France. Ses obsèques se déroulent le mercredi 12 avril 1893 au sein de l'église de Saint-François-Xavier. Il est inhumé dans le caveau familial au cimetière du Père-Lachaise (67e division) auprès d'Armand et de Nelly. Georges-Ernest Fleuriais, directeur du Dépôt des cartes et plans, insiste sur le rôle qu'à joué François-Edmond Pâris dans l'avènement de la marine nouvelle, pour l'essor de l'hydrographie.

### Tableau récapitulatif des dates importantes de sa carrière militaire
| Date      | Evénement                                                               |
| --------- | ----------------------------------------------------------------------- |
| 1822      | Premier embarquement en Méditerranée.                                   |
| 1826-1832 | Expéditions autour du monde.                                            |
| 1839      | Élevé au rang d'Officier de la Légion d'Honneur.                        |
| 1846      | Promu capitaine de vaisseau.                                            |
| 1855      | Responsable de la division navale du Dniepr durant la Guerre de Crimée. |
| 1858      | Promu contre-amiral.                                                    |
| 1864      | Promu vice-amiral et nommé directeur du Musée naval au Louvre.          |
| 1880      | Elevé au rang de Grand-Croix de la Légion d'honneur.                    |

## Les Circumnavigations

### Voyage del'Astrolabe(1826-1829)

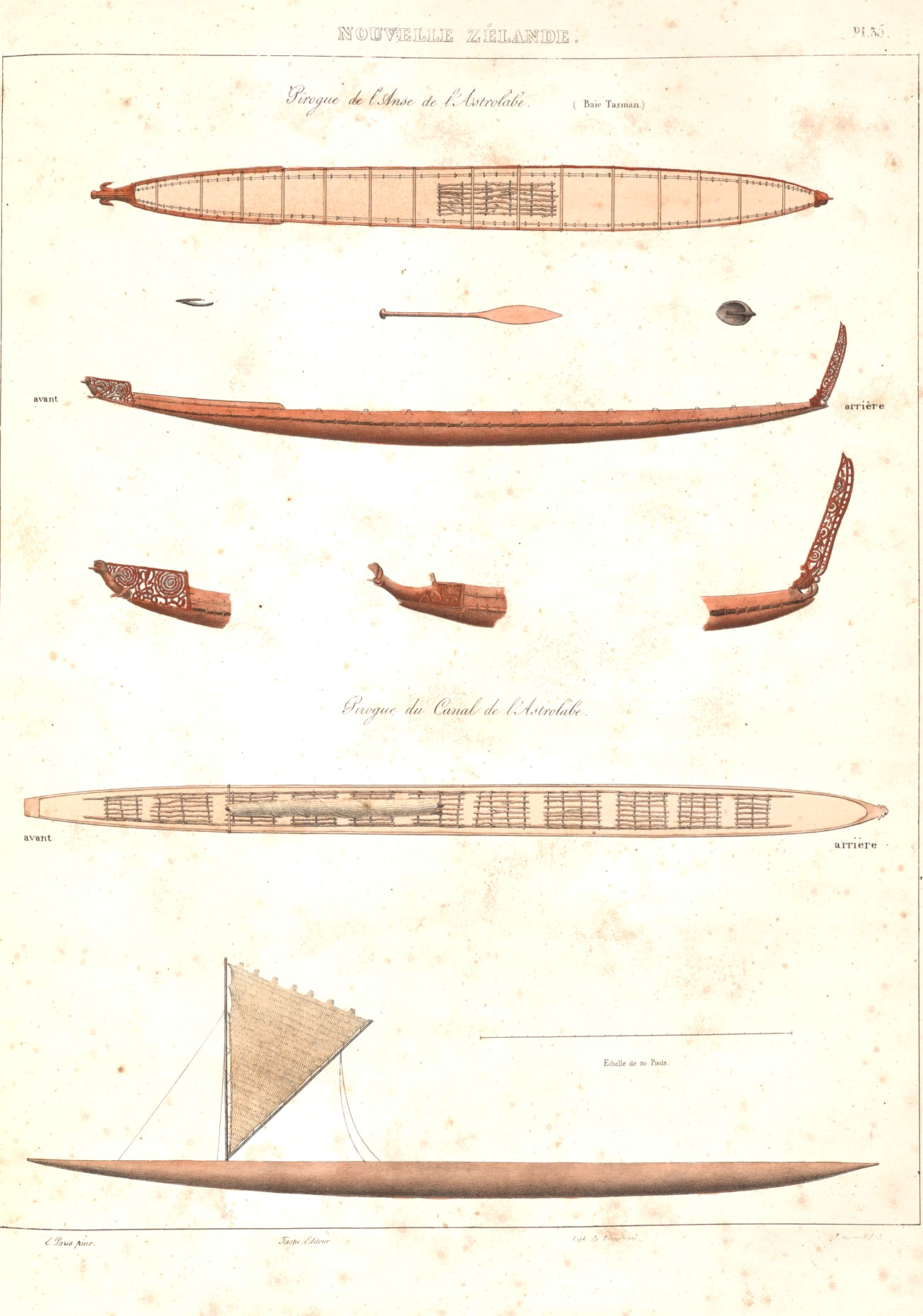
Pirogue de style zélandais de la Baie de Tasman.

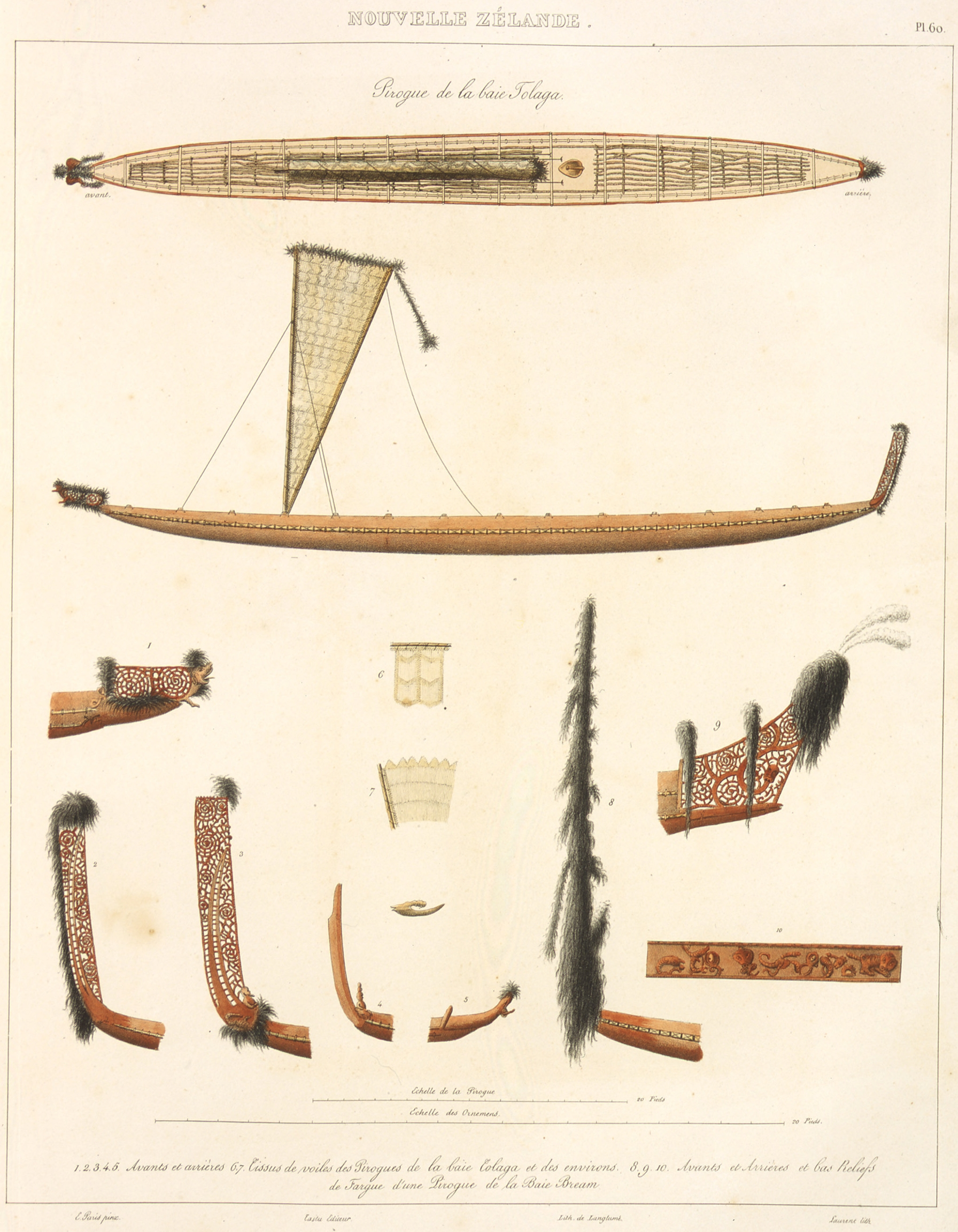
Pirogues des baies Tolaga et Bream.

Le voyage de Jules Dumont d'Urville est chargé d'explorer plus particulièrement les côtes de Nouvelle-Zélande et de localiser des endroits dans lesquels les vaisseaux du roi pourraient trouver des mouillages en temps de guerre. Il est aussi chargé de localiser les épaves de l'expédition de Lapérouse. Pâris est chargé de l'hydrographie pendant cette expédition. On lui doit un cinquième de la production cartographique. L'atlas du voyage publié en 1833 comporte 10 cartes dessinées par Pâris. Les dessinateurs sont nombreux à bord de l'Astrolabe conformément au désir de Dumont d'Urville.
Pour diverses raisons, les peuples du Pacifique suscitent la curiosité chez les Européens. Se pose en particulier la question de leur origine ethnologique. Cette question faisait notamment partie du programme de recherche du voyage de la Coquille. Dumont d'Urville confie à Pâris le soin de dessiner toutes les embarcations des peuples du Pacifique. À l'arrivée en Australie, Pâris effectue à sa demande de nombreux dessins et relevés de pirogues, accompagnés d'observations sur les techniques de construction.
Pour ce faire, Pâris adopte une démarche scientifique : il mesure les pirogues au cordeau lorsqu'il est possible de les approcher de près, à l'estime dans les autres cas. Tous les détails sont notés consciencieusement et représentés en respectant les proportions. Pâris applique la géométrie descriptive à la construction de ses plans de bateaux. Les projections permettent de représenter à plat des sujets en trois dimensions. Ces projections sont établies lorsque les  dimensions des pirogues peuvent être relevées. Par souci de rigueur, la même échelle est appliquée à toutes les pirogues. Ces dessins géométriques sont agrémentés de quelques touches artistiques. Ces dessins sont complétés par des vues en situation qui rendent compte de l'aspect de la pirogue dans son environnement. Sur les 58 planches dessinées par Pâris, Dumont d'Urville ne retient que 22 plans pour la publication du voyage.
Il est vraisemblable que Pâris cherche, à travers son travail, à répondre à la problématique de Dumont d'Urville sur le peuplement des îles du Pacifique. Les qualités nautiques des embarcations semblent être l'une des clefs des mouvements migratoires dans cet espace géographique. Lorsqu'il le peut, Pâris demande l'aide des indigènes pour vérifier la fonction de telle ou telle partie de la pirogue et il complète ses observations par l'examen des manœuvres, qu'il effectue lui-même lorsque cela est possible.
Pâris s'inscrit dans une démarche de collecte et cherche à recueillir le maximum de spécimens. À partir des traits caractéristiques relevés, il ébauche une classification des embarcations du Pacifique. Il distingue le genre zélandais qui correspond à la Nouvelle-Zélande, le genre polynésien (Tonga-Tabou, îles Fidji, Nouvelle-Guinée, îles Salomon et Mariannes), le genre carolin (Vanikoro et îles Carolines) et le genre malais (Nouvelle-Guinée, Moluques, Buru et îles Célèbes). Il choisit de présenter la collection de pirogues en suivant l'ordre chronologique du voyage.
La documentation réunie sera en partie utilisée dans la publication des résultats du voyage et reprise dans L'Essai sur la construction navale des peuples extra-européens,.

### Voyage de laFavorite(1829-1832)
Hyacinthe de Bougainville a trouvé dans les Anambas, une région encore vierge de toute influence occidentale, susceptible de servir de base aux intérêts français. Pierre-Simon de Laplace doit continuer le travail de reconnaissance de cette région. Ce voyage a pour but d'établir des relations commerciales avec les pays visités et d'identifier des lieux qui pourraient servir au rassemblement d'une flotte de guerre en cas de conflit. Il se concentre sur les mers de l'Inde et de la Chine.
Pâris est affecté en tant qu'hydrographe à bord de la frégate la Favorite commandée par Cyrille Pierre Théodore Laplace. Mais le matériel scientifique est peu fiable voire défectueux. Le travail de Pâris  consiste en de simples vérifications contrairement au travail de détail effectué sur l'Astrolabe. Laplace n'a accordé que trente cinq jours aux opérations hydrographiques sur une campagne de trois ans. Pâris réalise de nombreuses représentations de bateaux rassemblées dans l'album factice consacré au voyage de la Favorite. Les planches sont complétées par des notes lacunaires. Les représentations sont de deux types : comme sur l'Astrolabe, des vues géométrales et des représentations en situation. Ces dernières permettent à Pâris de représenter l'environnement dans lequel ces embarcations évoluent. Elles sont plus importantes que pour le voyage de l'Astrolabe. Les spécimens étudiés sont de taille plus importante. Il n'est donc pas possible d'en prendre les mesures et d'en réaliser le plan. Pâris réalise également beaucoup de dessins de paysages et de scènes historiques. Laplace en retient douze pour illustrer l'album historique du voyage. Pâris réalise aussi quelques portraits.
Au retour du voyage, Pâris publie un atlas hydrographique dont il a relevé presque toutes les cartes. Il contribue également à l'atlas historique qui contient de nombreuses illustrations dues à son talent de dessinateur.

### Campagne del'Artémise(1837-1840)
La frégate doit effectuer un tour du monde d'ouest en est. Il s'agit d'un voyage à but commercial. Pâris profite de chaque escale pour réaliser des dessins et des aquarelles représentant en particulier les paysages et l'architecture des lieux visités. Il multiplie les plans, les esquisses et les aquarelles de pagodes, temples... et se spécialise dans le dessin d'architecture. Ce type de dessin correspond en effet à son goût prononcé pour le respect du détail, l'exactitude des mesures et des proportions. Il réalise également des vues panoramiques qui correspondent à ses trois centres d'intérêt : la géographie, l'art et la technique. Il laisse les portraits et les figures à son compagnon Félix Randon de Grolier. Il développe également ses talents de coloriste afin de restituer au mieux les ambiances et des impressions qu'il saisit. Pâris dessine à la fois pour occuper son temps pendant les escales et pour illustrer la relation de voyage.
Il continue également à dessiner les embarcations qu'il rencontre dans des contrées qu'il n'a jamais visitées (Arabie, Hawaï, Tahiti, Californie...) et il expérimente de nouvelles techniques de peinture. Ce voyage lui permet aussi d'observer les évolutions techniques dans des pays qu'il a déjà parcourus. À Tahiti, il dessine le plan de pirogues qui n'ont pas subi l'influence des colons. Aucune note ni album relatifs au voyage de l'Artémise ne sont connus.
Lors d'une visite d'une fonderie, Pâris est victime d'une grave accident et il doit être amputé du bras gauche. Dès lors, il craint de ne rester cantonné qu'à des postes à terre. En 1864, Pâris est convié à présider et à constituer, aux côtés du contre-amiral Fleuriot de L'angle et du président de la commission centrale d'Avezac, une commission chargée de rédiger un rapport à l'intention de l'empereur, portant sur l'éventuelle présence des fonds dans l'Atlantique nord et la faisabilité d'y établir par la suite des îlots artificiels, destinés à supporter un câble électrique sous-marin. En 1871, Pâris dirige une commission chargée d’élaborer des directives pour Gustave Lambert, qui prévoit un voyage dans les régions arctiques. Au sein de la société, les compétences et fonctions se complètent, permettant d’aller au-delà de la simple cartographie pour exploiter pleinement les aspects scientifiques d’une expédition, qu’il s’agisse de géologie, de météorologie, d’ethnographie, de botanique ou encore de géographie commerciale.

## Le père de l'ethnographie nautique
François-Edmond Pâris est considéré comme le fondateur de l’ethnographie nautique. Bien que la discipline se structure réellement plusieurs dizaines d’années après son décès, il est le premier à mettre en place les bases méthodologiques et scientifiques d’une approche envisageant les bateaux en tant que témoignages culturels et historiques.
Cette approche trouve sa première expression dans l’Essai sur la construction navale des peuples extra-européens, publié en 1841. Ce document formule, ainsi, quatre notions fondatrices pour l’ethnographie nautique : considérer les embarcations et les traditions nautiques comme des objets d’histoire, étudier les bateaux en tant que systèmes techniques en prenant en compte le contexte (au sens du milieu naturel de navigation mais également du contexte socio-économique d’utilisation du bateau), appliquer une méthode de recueil de la documentation basée sur des enquêtes de terrain et des relevés architecturaux de la forme et de la structure des embarcations et, enfin, prendre conscience de l’urgence de cette collecte.
Les premiers sujets privilégiés par François-Edmond Pâris pour cette approche sont les bateaux « extra-européens », en particulier les embarcations destinées à une navigation de proximité qu’il observe et étudie durant trois campagnes de navigation successives : celles de l’Astrolabe (ex- Coquille) (1826 à 1829) sous la direction de Jules Dumont d’Urville, de la Favorite (1829 à 1832) puis celle de l’Artémise (1837 à 1840), toutes deux dirigées par Cyrille Pierre Théodore Laplace. À partir de 1871, date où il est nommé directeur du Musée naval du Louvre, il change d’objet d’étude et concentre ses recherches sur les bateaux de pêche et de commerce d’Europe.

### Méthode de François-Edmond Pâris
Ses voyages sur l’Astrolabe, la Favorite et l’Artémise  sont pour François-Edmond Pâris l’occasion d’élaborer une méthode de travail, en cinq volets : « observer », « dessiner/enregistrer », « décrire », « comparer » et « analyser »,.

#### Premier volet de la méthode: «observer»
La méthode repose sur l’observation directe. Ainsi, François-Edmond Pâris cherche à embarquer le plus souvent possible sur les bateaux qu’il étudie afin d’en fournir les descriptions les plus détaillées. Il s’agit également pour lui d’éprouver leurs caractéristiques techniques (comme la souplesse de la structure du « dôni à balancier » sous laquelle il ressent le clapotis de l’eau) ou même d’expérimenter leurs propriétés de navigation, dans une démarche proche de « l’ethnographie participante ». Il enrichit, cependant, ses observations par des visites de chantiers de construction et des échanges avec différents informateurs, qu’il cite systématiquement dans son Essai, tels des capitaines de bateaux ou des ingénieurs de marine connaissant la région depuis plus longtemps que lui. Ces discussions lui permettent de confronter ses observations à celles de spécialistes et d’indiquer ensuite, dans le texte de son Essai, le degré de fiabilité de ses propres observations.

#### Deuxième volet de la méthode: «dessiner/enregistrer»

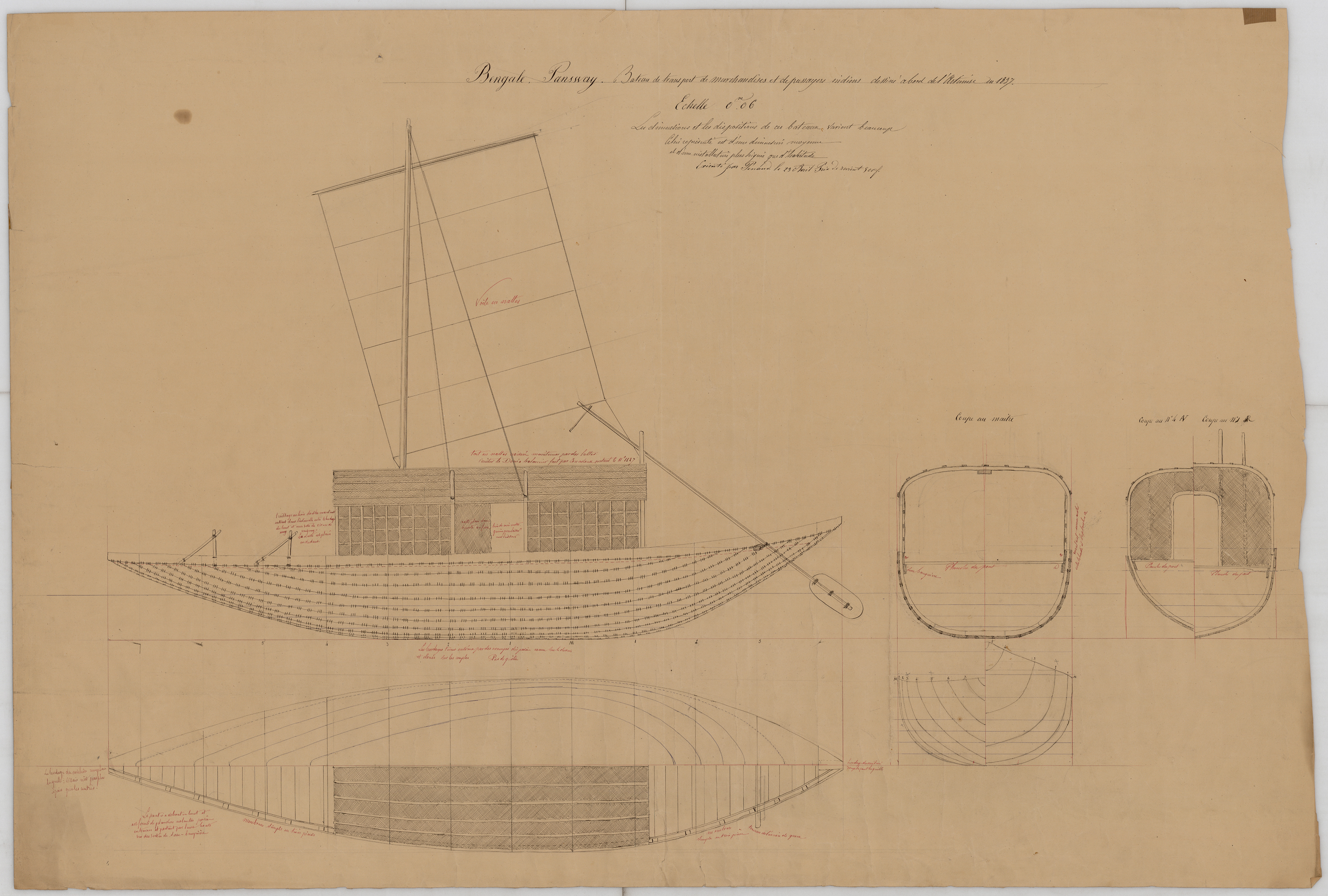
Plan et coupes d'un Pansway du Bengale comportant de nombreuses annotations portant sur les matériaux et les techniques de fabrication, réalisé par François-Edmond Pâris à bord de lArtémise en 1837.

La méthode vise à donner à voir, à la fois, l’architecture, le fonctionnement et l’usage des embarcations. Pour cela, Francois-Edmond Pâris réalise des plans des embarcations, voiles déployées, en vue générale selon des projections horizontales et verticales et en multipliant au maximum les détails. Il opère en deux étapes : il effectue tout d’abord, sur place, des mesures des embarcations afin d’établir des schémas cotés et des tableaux de chiffres qu’il transpose, une fois rentré à bord, en plans. Il adjoint à ces plans des dessins représentant les embarcations naviguant dans leur milieu naturel avec leurs équipages à la manœuvre. Ces dessins apportent des informations concernant le fonctionnement des embarcations puisqu’elles sont figurées au mouillage, voilure descendue, ou faisant route, voile déployée, en montrant la position des membres de l’équipage ainsi que les gestes qu’ils réalisent. Néanmoins, ces plans et dessins, tels que publié dans l’Essai sur la construction navale des peuples extra-européens, correspondent plus souvent à des « types généraux » qu’à des exemplaires spécifiquement observés. François-Edmond Pâris cherche ainsi à lisser les variations de formes, d’ornements et de dimensions observées sur les différents exemplaires d’une même embarcation afin de définir, à la manière des atlas naturalistes, des types moyens. Ces derniers sont représentés sur les planches tandis que le texte de L’Essai rend compte de la diversité possible des modèles.

#### Troisième volet de la méthode: «décrire»
La méthode comprend la rédaction de textes accompagnant ses dessins et plans. Ils se veulent descriptifs et techniques, excluant tout ressort  narratif et pittoresque. François-Edmond Pâris se positionne ainsi en rupture avec les codes des récits de voyage tels qu’ils sont largement diffusés au XIXe siècle.

#### Quatrième volet de la méthode: «comparer»
La définition de « types généraux » permet à François-Edmond Pâris d’établir des comparaisons entre bateaux. Il rapproche ainsi, par exemple, la disposition de l’étrave du baggala de Mascate de celles d’embarcations de plusieurs régions d’Inde et de Malaisie. Cette méthode comparative lui permet de formuler des règles générales quant à l’architecture navale tout en mettant en exergue les bateaux et les régions qui constituent des exceptions à ces règles. Il compare également ses constatations à des observations plus anciennes afin de décrire des phénomènes d’évolution ou de disparition des embarcations.

#### Cinquième volet de la méthode: «analyser»
Le cinquième et dernier volet de la méthode de François-Edmond Pâris consiste en l’analyse des phénomènes d’échange, de transfert et d’acculturation dont témoignent, selon lui, les ressemblances entre bateaux, en particulier dans les zones de contact que sont les régions commerciales. Concernant la côte de Malabar, il propose par exemple une analyse des caboteurs « mâtés en bombarde » comme procédant d’un métissage entre des formes asiatiques, indiennes et une mâture européenne. Ses analyses des phénomènes de métissage sont toutefois teintées de préjugés hiérarchisant les cultures et leurs techniques. C’est ainsi le procédé d’acculturation qu’il convoque le plus souvent pour interpréter ses observations en particulier dans les régions qu’il sait occupées par les Européens depuis une longue période telle la côte de Coromandel. Il n’hésite cependant pas, ponctuellement, à expliquer la persistance de certaines embarcations autochtones par leur supériorité technique par rapport aux embarcations occidentales.

### Une approche singulière
La méthodologie employée par François-Edmond Pâris procède de sa pratique d’hydrographe mais également de l’influence des naturalistes de son époque. Ainsi, c’est sous l’influence des naturalistes embarqués à ses côtés sur l’Astrolabe qu’il rédige des notes accompagnant ses relevés techniques et qu’il adopte une méthode basée sur l’observation, l’instrumentation, la classification et la spatialisation des phénomènes. En cela, le travail de François-Edmond Pâris s’inscrit dans ce que Claude Blanckaert désigne comme le « moment naturaliste » des sciences de l’homme au XIXe siècle. Cependant, c’est l’application de cette méthode à un objet technique qui constitue le caractère novateur de son projet et qui lui permet de développer une approche singulière de l’architecture navale. Cette dernière se caractérise par la prise en compte systématique du milieu naturel ainsi que du contexte socio-économique, culturel, voire religieux, dans son analyse des embarcations. François-Edmond Pâris envisage ainsi, tout d’abord, les embarcations en relation avec leurs milieux de navigation, en particulier leurs adaptations aux caractères favorables ou défavorables des côtes et de la mer. Il note par exemple l’adaptation des formes de la masula en ces termes : « il faut qu’elle soit légère pour être aisément soulevée et pouvoir monter sur la crête des lames les plus vives ; haute, pour que l’eau y embarque moins ; plate, afin de ne pas chavirer lorsque la mer se retire et l’abandonne sur la plage ; enfin très élastique pour ne pas être brisée par les chocs violents qu’elle éprouve et dont un seul démembrerait un canot européen ». Il analyse également, selon un prisme marqué par la pensée de son temps et qui ne peut plus être accepté tel quel aujourd’hui, les déterminismes religieux et socio-économiques de l’activité de navigation et de l’architecture des embarcations. Par exemple, il explique ce qu'il juge être le caractère précaire des embarcations sur la côte orientale de l’Inde par l'influence de l'hindouisme qui restreindrait les activités nautiques aux classes les plus pauvres.
Afin de transmettre cette mémoire, ses notes, dessins et aquarelles, devaient être suivies de la réalisation de maquettes.

## Pâris et la vapeur
À partir de 1832, Pâris suit au Conservatoire des arts et métiers des cours pour « apprendre à connaître les propriétés physiques de la vapeur d'eau et ses applications aux machines ». Puis il passe six mois en Angleterre pour étudier les machines à vapeur dans les usines qui sont à la pointe dans ce domaine.
Pâris recherche des solutions pour réduire les besoins en charbon afin d'alimenter les machines à vapeur. En 1857, il suit en Angleterre la construction du Great Eastern, paquebot à roues et à hélice construit sur les plans de Isambard K. Brunel et il est invité à participer aux essais en mer de ce paquebot. Il publie en l'espace d'une quinzaine d'années sept ouvrages majeurs consacrés à la navigation à vapeur. Jusqu'en 1859, date de son dernier commandement, il parcourt le monde à bord de navires à vapeur et à travers ses diverses expériences, les ouvrages qu'il publie, il devient un spécialiste de la vapeur.

## Pâris, directeur du Musée de Marine

### Le musée Dauphin
Les premières collections d'objets d'art naval sont attestées en France à partir de la deuxième moitié du XVIIIe siècle. C'est notamment à cette époque qu'est ouverte une salle dédiée à ces objets au Louvre, dite la salle de marine, ouverte aux élèves ingénieurs-constructeurs de la Marine. Après quelques essais de création de musées dédiés à ce type de collections, c'est en 1827 qu'est créé au Louvre le musée Dauphin, ancêtre du Musée de la Marine, avec la ratification par Charles X de la convention entre la Maison du roi et la Marine.
Sa direction est confiée à Pierre-Amédée Zédé, qui l'assure entre 1827 et 1836. Dès sa prise de fonction, il installe au musée un atelier de construction et de restauration de modèles de bateaux. Les maquettes vont être pour lui un point central d'enrichissement de ses collections. Ainsi, il est demandé aux ports militaires disposant d'atelier de modèles dans leurs arsenaux d'envoyer leurs plus beaux spécimens au musée Dauphin. Zédé va lui-même faire de nombreux voyages dans plusieurs ports français afin de choisir les meilleurs éléments pour le musée Dauphin. À cela s'ajoutent en 1828 et 1829 le versement des collections de maquettes ayant été déposées au château de Trianon par Napoléon Ier, ainsi que la collection d'ethnographie du cabinet de Dominique Vivant-Denon. Le musée Dauphin devient donc un musée dédié aux objets d'art naval, mais également aux objets extra-européens.
En 1830, à la suite de la Révolution de Juillet, le musée change de nom et devient le musée naval, aussi appelé musée de Marine.

### Le Musée de Marine
Les années 1830 marquent les premières contributions de Pâris pour le musée naval. Alors affairé à la publication de l'Essai sur la construction navale des peuples extra-européens, il est sollicité plusieurs fois par l'ingénieur de marine Apollinaire Lebas, conservateur du musée entre 1836 et 1852.
Sous le titre de "conseiller scientifique", le vice-amiral Pâris est chargé du suivi de la construction de maquettes d'embarcations exotiques pour la plupart réalisées à partir de ses propres plans. Les deux hommes ont pour ambition de s'appuyer sur ces modèles afin de présenter dans le musée l'évolution des techniques et les progrès réalisés dans le domaine de la construction navale. Ces modèles, majoritairement océaniens, chinois et japonais sont ensuite exposés dans une grande salle du musée.
Le 6 mars 1871, le vice-amiral Pâris quitte le service actif de la Marine, contraint par la limite d'âge. Il est nommé 6 jours plus tard au poste de conservateur du musée naval, ou musée de Marine, situé au Louvre, mais ne prend officiellement ses fonctions que le 1er juin 1871 en raison des évènements de la Commune. Il succède au peintre de marine Antoine Léon Morel-Fatio, décédé accidentellement quelques jours auparavant. Pâris occupera cette fonction durant 22 années, jusqu'à sa mort le 8 avril 1893.

#### Le projet muséographique de Pâris
Lors de son arrivée au Musée Naval, Pâris met en place un ambitieux projet muséographique. Dès ses premiers mois en tant que directeur, il rédige un article dans lequel il fait le constat de l'état des collections en relevant autant leurs points forts que leurs faiblesses. Il remarque notamment que de faibles ressources sont destinées aux maquettes de bateaux vernaculaires extra-européens et européens ainsi qu'aux navires de guerre à coque en fer et propulsion à vapeur. De ce constat découle la mise en place par le conservateur d'un programme muséographique rigoureux, qui concrétise une vision novatrice : représenter au musée autant les architectures nautiques vernaculaires (auxquelles il porte un intérêt depuis ses campagnes de circumnavigation des années 1826-1840) que les innovations techniques dans l'art naval. Pâris fait part de cette ambition dans un article publié dans la Revue maritime et coloniale en 1872, soit un an après sa prise de fonction. Il y constate également l'urgence de représenter les architectures nautiques traditionnelles sans cesse sujettes à modifications, voire à disparition. Pour Pâris, ces dernières résultent d'une acculturation exponentielle liée à l'exploitation importante des Européens depuis leur arrivée.
Cette vision muséographique a donc plusieurs facettes : le musée doit être un « lieu de mémoire » tout en donnant à voir la diversité et l'évolution des cultures techniques nautiques. Cette lecture plurielle doit comprendre aussi bien la mise en valeur des constructions vernaculaires d’Asie ou d’Océanie que celles destinés au commerce ou à la pêche en France, puisque à partir de 1871, le projet scientifique de Pâris se détourne des architectures nautiques extra-européennes pour se concentrer vers les bateaux de cabotage, de pêche et de commerce d'Europe. C'est cet intérêt pluriel qui fait l'originalité de la pensée et l'œuvre de Pâris.

##### Alliance étroite entre activité muséographique et rigueur ethnographique
Le projet de Pâris pour développer le musée s'apparente à l'aboutissement de sa posture ethnographique, déjà explicitée depuis les années 1830 dans son Essai sur la construction navale des peuples extra-européens. La concrétisation de son projet demande au directeur une alliance étroite entre démarche scientifique et  activité muséographique. En effet, elle demande une connaissance aiguë des faits culturels, historiques et techniques liées aux architectures navales et aux techniques de navigation. L'application de cette méthode scientifique oblige Pâris à renoncer à toutes modes de muséographie et d'exposition. Il fait donc le choix de salles thématiques plutôt que chronologiques, ce qui a pour effet d'induire une division en espaces culturels (par exemple "le musée chinois", "le musée mexicain" ou encore "la galerie des pirogues d'Océanie). L'exception faite à cette répartition concerne les maquettes d'embarcations occidentales, qui sont elles présentées selon un ordre chronologique afin de montrer les progrès techniques atteints par les civilisations européennes, et en particulier par la France.

###### L'enrichissement des collections
La concrétisation du programme muséographique de Pâris tient en plusieurs points, dont l'enrichissement des collections du musée.

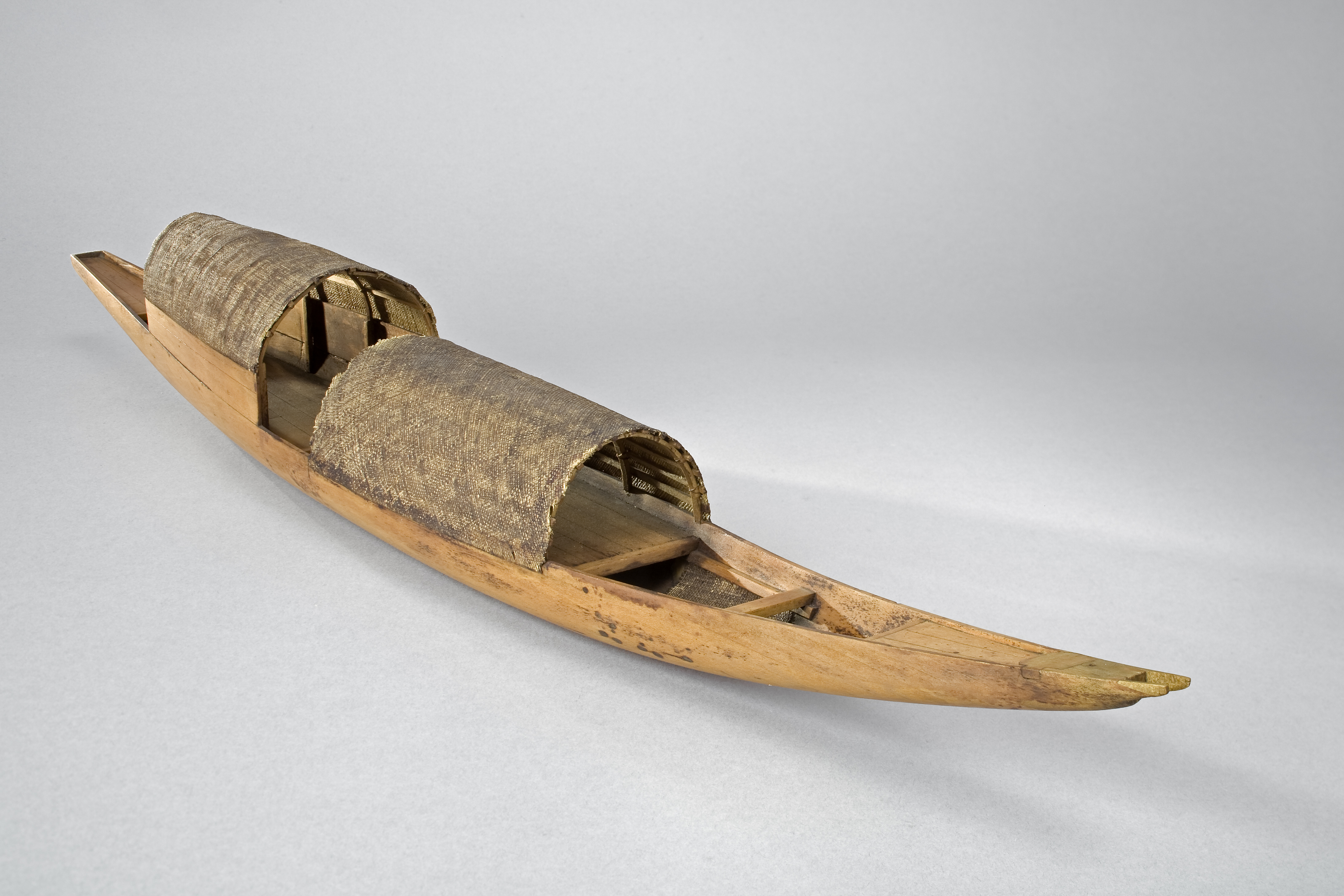
Maquette d'une pirogue du Bengale, Asie, Eugène Guéret (maquettiste), sur plans et direction de François-Edmond Pâris, 1878, bois et fibres, 12x9x74 cm, Musée National de la Marine.

Tout d'abord, il lance une remarquable activité de modélisme naval, activité déjà existante mais de moindre importance sous la direction d'Apollinaire Lebas. Pâris déploie cette production autant au sein du musée que par la collaboration avec des partenaires extérieurs. Il s'implique à tous les niveaux dans cette activité. Il crée des dossiers documentaires pour chacune des maquettes exposées dans lesquelles il réexploite toute la documentation graphique et manuscrite qu'il a créée lors de ses campagnes de circumnavigation (1826-1840) et qu'il a pu mettre en ordre entre 1840 et 1843 lors de la rédaction de son Essai sur la construction navale des peuples extra-européens,. La seconde partie des plans est publiée dans Souvenirs de marine conservés.
Les maquettes sont également réalisées à partir des plans de son fils Armand pour les bateaux de pêche et de commerce d'Europe, et même parfois de correspondants. Ces dossiers sont très riches : les plans sont accompagnés de notes manuscrites de Pâris, à caractère ethnographique, qui donnent des précisions sur l'architecture du bateau. De plus, la date de réalisation, le nom du maquettiste et le prix du modèle sont communiqués. ll s'investit également financièrement en utilisant son argent personnel pour la réalisation des modèles et en obtenant une subvention importante pour agrandir l'atelier de construction et de restauration de maquettes du musée naval. Ainsi, en plus de faire appel à des ateliers de modélisme réputés de la capitale, il embauche au sein de celui du musée des ouvriers qualifiés et reconnus dans le monde du modélisme, avec lesquels il travaille en étroite collaboration, comme Jean et François-Yves Couadoux, Charles et Édouard Hamelin (qui a eux deux ont réalisés près de la moitié des commandes de modèles de Pâris), Eugène Guéret, François Baude, Émile Noyon et Auguste Penaud.
De cette intense activité naissent plus de 150 modèles de bateaux de pêche et de cabotage européens et exotiques, toujours présents dans les collections du musée. 140 des plans utilisés pour la réalisation de ces maquettes sont également actuellement conservés. Pâris a la conscience qu'il établit d'une collection, notion qu'il cite déjà dans une lettre du 13 mai 1841 adressée au baron Jean Tupinier lors de l'écriture de Souvenirs de Marine.
De plus, Pâris enrichit les collections en rassemblant une remarquable documentation manuscrite et imprimée. Il étoffe la bibliothèque du musée, et notamment le fonds ancien par le fond de sa bibliothèque et de ses archives personnelles. Sous le forme de recueils, le conservateur rassemble ses publications, mais aussi toutes la documentation transmise par ses correspondants : brochures, études, notes, courriers, tirés-à-part. Une de ses relations, le capitaine de frégate Henry Ollivier un fond important constitué d'une série de plans, de manuscrits, d'ouvrages dont Construction 1690. Ce dernier est constitué d'un ensemble de notes rassemblées par le maitre charpentier toulonnais François Coulomb qui présentent un intérêt majeur pour la connaissance de l'architecture navale de la fin du XVIIe siècle. En 1886, Pâris présente au musée une série de plans et de dessins de décors sculptés du XVIIe siècle. Ces derniers représentant les décors pour les proues et les poupes des navires, ils donnent un aperçu du goût sous Louis XIV. Le peintre et graveur Jean Berain est connu pour ses réalisations de sculptures navales.
Il est estimé que les collections du musée Naval sont enrichies de plus d'un milliers d'objets sous la direction de Pâris.

###### Le développement du musée Naval au Louvre
Lorsque François-Edmond Pâris prend ses fonctions de conservateur en 1871, la situation du musée Naval est dégradée. Depuis le 16 février 1850, le comité consultatif des musées nationaux demande officiellement au ministre de la Marine de déplacer le musée Naval hors de l'enceinte du Louvre, car sa place au sein de cet établissement est vivement contestée. De plus, le musée ne bénéficie plus de crédits d'acquisition depuis la période Morel-Fatio . Cependant, la force de caractère de Pâris permet au musée de toucher de nouveau des subventions. Dès 1875, la direction des musées nationaux accorde en une allocation de 4000 F par an destinée au traitement des modèles. En 1876, les crédits d'acquisition sont rétablis, à hauteur de 5 000 F.
Alors que la demande de déplacement du musée est renouvelée, Pâris, non seulement se bat pour que le Musée naval reste au Louvre, mais il modernise et agrandit ce dernier. Dès son arrivée, il entreprend des travaux . Face à l'accroissement des collections et au manque de place au Louvre, le conservateur obtient la cession de deux salles supplémentaires. En 1878, l'ouverture d'une nouvelle galerie est annoncée dans le deuxième numéro du journal Le Yacht, journal hebdomadaire destinée à la bourgeoisie, l'aristocratie et aux professionnels de la mer. Dans cette dernière est exposée une diversité de modèles. On y retrouve aussi bien des pirogues de Chine et d'Inde que des bateaux de pêche français ou même des yachts de plaisance. Fidèle à son programme muséographique axé sur le partage des connaissances sur la construction navale, Pâris rédige également des centaines de cartels, de notices et d'études sur les collections. Cependant, les collections du musée sont déplacés au nouveau musée d'Ethnographie du Trocadéro dirigé par l'anthropologue Ernest-Théodore Hamy, construit en 1878 pour l'Exposition universelle. En effet, alors que ce musée est dédié à ce type de collections, le ministère de l'Instruction publique dont est à la tête Jules Ferry demande à tous les conservateurs de musées français d'y transférer leurs collections. Néanmoins, Pâris réussit à conserver la quasi totalité de ses collections d'art naval au sein de son musée.
Favorable à la vulgarisation des œuvres par la photographie, il défend lors de la séance du Conservatoire des Musées nationaux du 28 novembre 1878, la création d'un atelier photographique pour le musée.
Durant sa dernière décennie en tant que conservateur, Pâris intensifie son activité de rédaction d'ouvrages. En 1883, il publie Le Musée de marine du Louvre. Puis, c'est au tour des 5 volumes des Souvenirs de marine conservés d'être, respectivement en 1882, 1883, 1886, 1889 et 1892. Enfin, deux livres dédiés au peintre de marine François Geoffroi Roux sont publiés en 1883 et 1885.
La contribution de Pâris au musée Naval est reconnue au sein de la communauté scientifique, dans la presse nationale, et auprès du public. Le soin qu'il apporte à rendre la visite de ses salles agréable et instructive est salué par tous, comme le démontrent les nombreux témoignages publiés sur le musée de son vivant, mais aussi encore des années après son décès. Il est par exemple régulièrement cité par la revue hebdomadaire le Yacht pour dans laquelle est vantée son travail et sa méthode.

## Publications

### Essai sur la construction navale des peuples extra-européens
C’est en 1840 que naît le projet d’éditer l’Essai sur la construction navale des peuples extra-européens, alors que Pâris est en poste au Dépôt des cartes et plans de la Marine à Paris pour aider Laplace sur la publication du voyage de l’Artémise dont ils viennent de rentrer. Le baron Jean Tupinier, intéressé par les relevés et plans de bateaux extra-européens accumulés par Pâris au cours de ses trois circumnavigations, suggère au ministre de la marine la publication d’un ouvrage sur la construction navale à partir de ces dessins. Alors que la flotte de la marine française est en pleine modernisation, Tupinier et Pâris partage l’idée qu’un tel ouvrage pourrait servir à stimuler l’innovation chez les ingénieurs de la marine d’une part, tout en participant au prestige scientifique de la France d’autre part. Le ministre de la marine propose donc au roi Louis-Philippe de faire éditer l’ouvrage et il autorise la publication le 13 août 1841. Une commission est formée pour gérer le projet et elle confie la publication à l'éditeur Arthus Bertrand qui accepte de la préparer dès 1841.
L’ouvrage publié en 1841 se divise en deux parties dont la plus importante est un atlas de planches avec les plans et relevés de diverses embarcations extra-européennes. Le projet initial était de publier exclusivement les plans et relevés associés au voyage de l’Artémise, en complément de la publication du voyage, ainsi que ceux réalisés pendant le voyage de la Favorite, qui avait eu lieu sous le commandement de Laplace aussi et qui n’avaient jamais été publiés précédemment. Finalement, la publication intègre aussi les dessins réalisés lors du voyage de l’Astrolabe ainsi que des planches tirées des travaux d’autres marins pour compléter la documentation accumulée par Pâris. Cependant, toujours à la recherche de la précision la plus fine possible, Pâris sélectionne ses sources avec rigueur, il loue notamment les travaux du commandant Duperrey qu’il ajoute à l’ouvrage. Afin de limiter le coût de l’édition, la commission chargée de l’ouvrage fixe le nombre de planches à 130. Pâris met lui-même les plans à l’échelle avant de les confier aux graveurs. Si la réalisation des plans n'est pas un problème pour Pâris, il rencontre plus de difficultés dans la rédaction du volume de texte qui accompagne l’atlas et il est aidé dans cette tâche par sa future épouse, Nelly-Adélaïde de Bonnefoux, femme lettrée qui travaille à ses côtés sur son manuscrit.
Pendant sa conception, l’organisation de l’Essai sur la construction navale des peuples extra-européens a été sujette à débat car Lasalle, ingénieur de la marine et chef du bureau des bâtiments à vapeur de la direction des ports, souhaitait que Pâris intègre au début de l’ouvrage les bateaux européens, pour les présenter comme la perfection, et classer ensuite les bateaux extra-européens selon une échelle décroissante de qualité. Pâris, bien qu’il partage l’idée d’une supériorité supposée des bateaux européens, se refuse à ce genre de classement parce qu'il serait non seulement très complexe d’établir une telle hiérarchie mais aussi parce que, selon lui, les bateaux extra-européens sont souvent pensés en adéquation avec leur environnement, rendant le processus de hiérarchisation absurde. Pâris décide donc  simplement d’organiser son essai en suivant une progression géographique d’est en ouest. Cette conviction de Pâris qu’il existe une relation entre l’architecture d’un navire, son usage et son environnement font de l’Essai sur la construction navale des peuples extra-européens l’acte de naissance de l’ethnographie nautique au yeux de certains auteurs.

### Les souvenirs de marine conservés

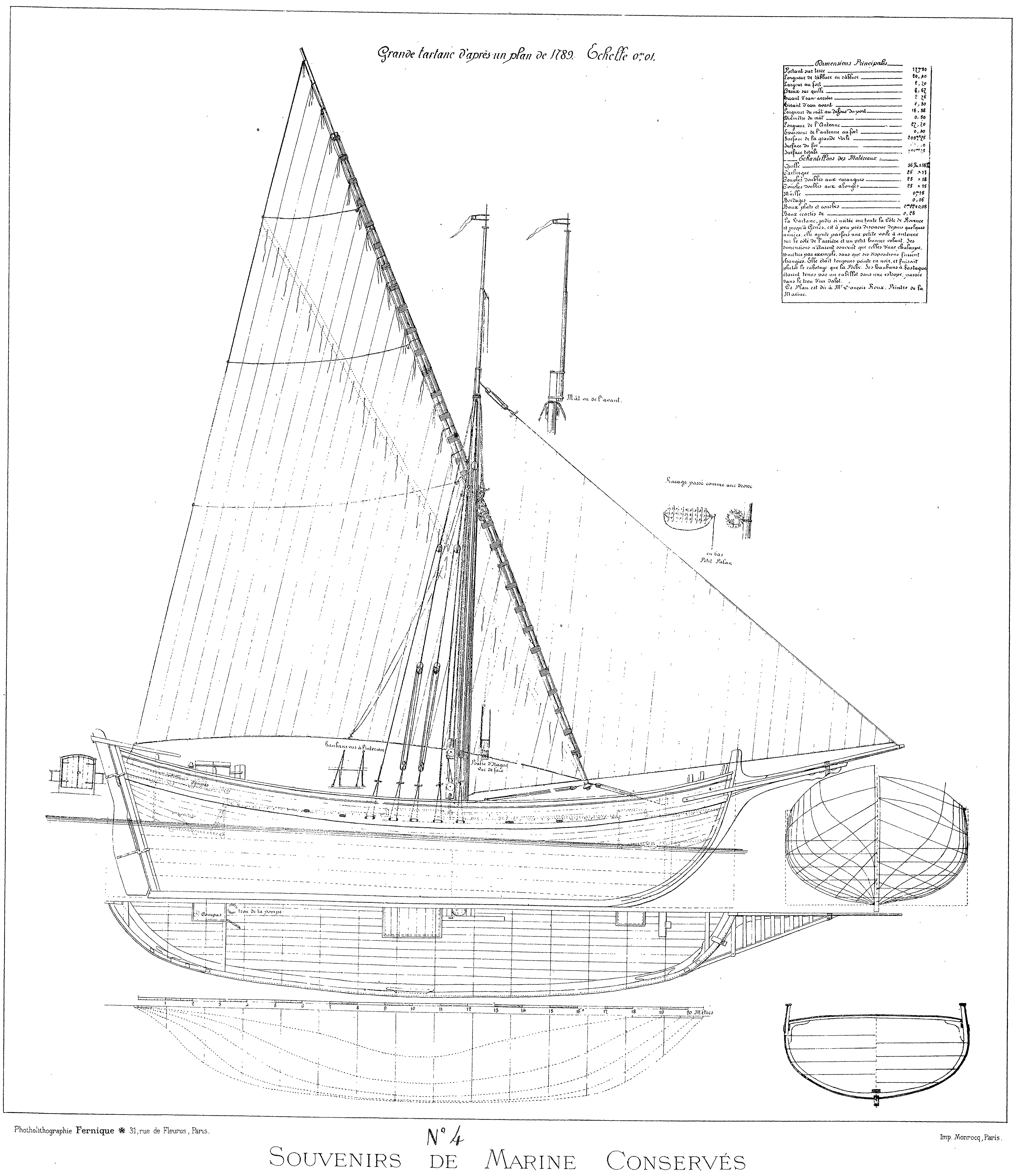
Tartane, dessin tiré des "Souvenirs de marine conservés" de François-Edmond Pâris -1879-

Le projet des Souvenirs de marine conservés date d'une lettre au baron Tupinier le 13 ami 1841. Le but de cet ouvrage est de réunir des plans de bâtiments européens passés et présents afin de conserver la mémoire des architectures navales et plus particulièrement de celles des grandes puissances européennes menacées par les évolutions technologiques du XIXe siècle. Ce projet complète le travail pédagogique que Pâris a initié au Musée naval. Pâris s'intéresse plus particulièrement aux navires régionaux et aux navires de cabotage et de pêche. Selon lui, il existe une relation étroite entre les formes, la structure, le gréement  de bateaux de pêche et de cabotage européens, leur milieu de navigation et leur contexte de production et d'utilisation. Le but de Pâris est de rendre compte de la diversité des navires régionaux français et européens. Ces voiliers de cabotage ou de pêche présentent parfois des traits d'archaïsme manifestes qui peuvent constituer des points de comparaison. Mais dans les Souvenirs, il s'intéresse également aux navires de guerre contemporains pour en présenter les évolutions techniques les plus significatives tout en accordant une place importante à la marine de l'Ancien régime. Enfin, dans une moindre mesure, il s'intéresse aux navires de commerce au long cours. Parmi les plans représentés se trouvent les plans d'Augustin Normand père et ceux du Great republic, le plus grand voilier de commerce de son temps, construit selon les plans de l'américain Donald McKay. La plus grande partie des planches se compose de plans de forme, de charpente, d'emménagements ou de voilure.

## L’œuvre artistique
François-Edmond Pâris, au fil de sa carrière dans la Marine, s'est aussi affirmé comme un dessinateur et aquarelliste. D'abord formé au dessin au Collège royal de la Marine à Angoulême, il se perfectionne en prenant des leçons auprès du peintre de marines Pierre Julien Gilbert  lors d'un séjour à Brest en 1822. Tout au long de ses voyages en mer autour du monde, il dessine et relève les plans des embarcations qu'il rencontre mais représente aussi les paysages et les sites qu'il a l'occasion d'observer. À partir de 1838, il réalise également des panoramas linéaires de grand format sur 360°. À la fin de sa carrière, il cesse ses activités purement artistiques pour se consacrer à ses recherches et à ses fonctions de directeur du musée de la Marine où il fait réaliser de nombreuses maquettes à partir des plans et relevés d'embarcations qu'il a faits lors de ses voyages. Aujourd'hui, l'œuvre artistique de François-Edmond Pâris est dispersée entre plusieurs collections privées et le musée national de la Marine qui conserve de nombreuses aquarelles, dessins et maquettes ainsi que huit de ses panoramas.

### Galerie

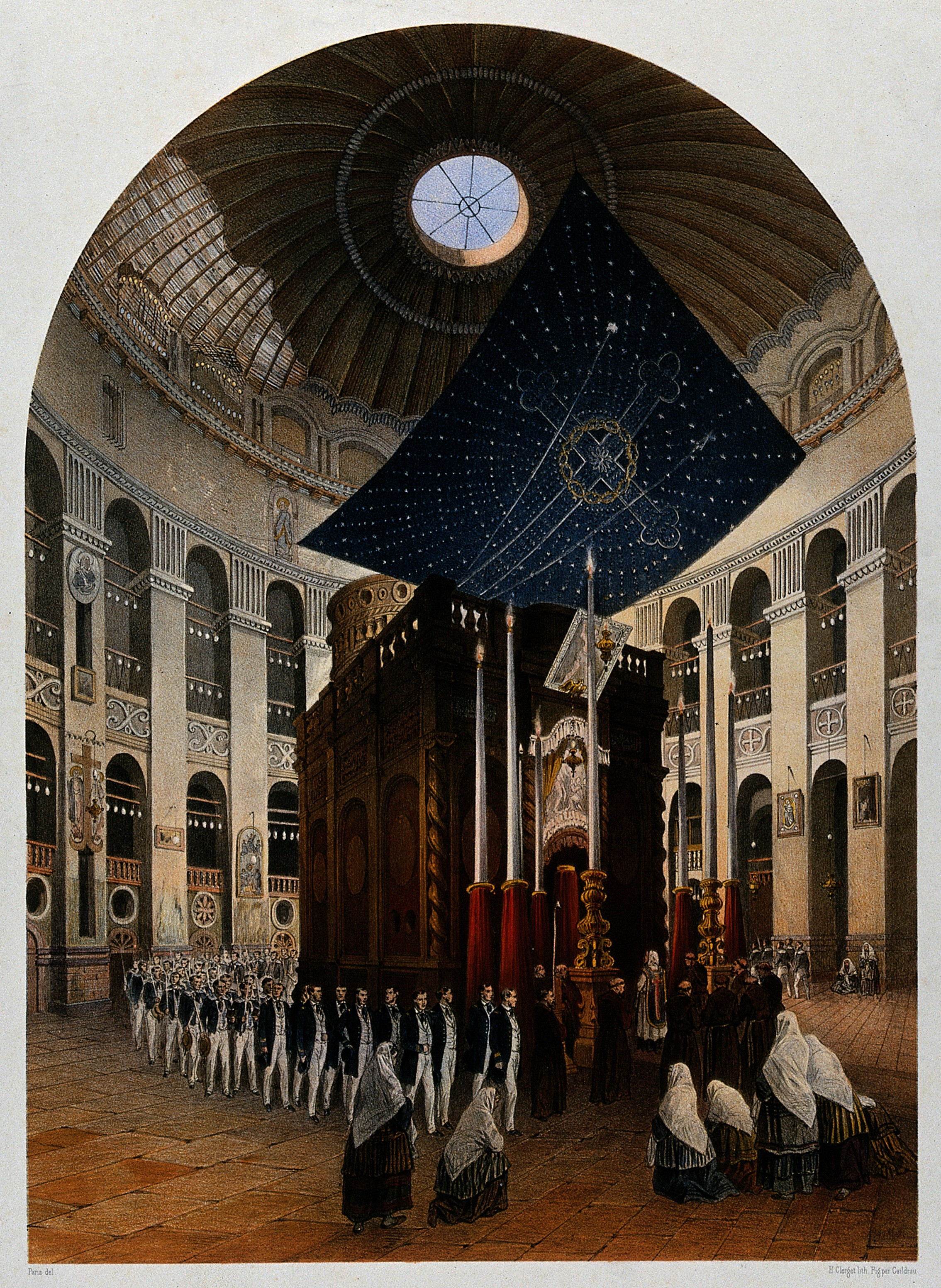
Procession à l'intérieur de l'église du Saint Sépulcre, chromolithographie d'après François-Edmond Pâris, 1862
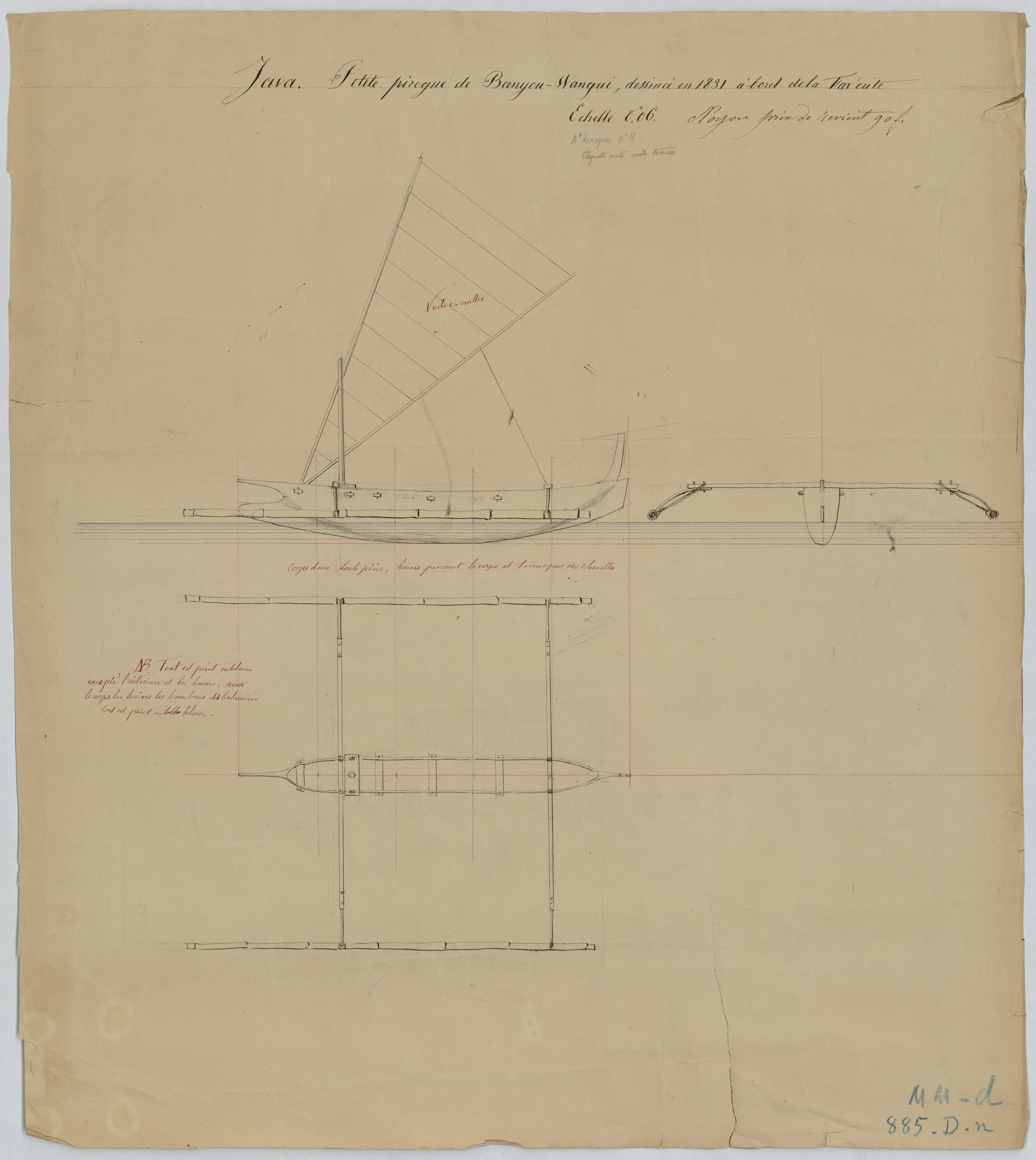
Plan d'une petite pirogue javanaise dessinée à bord de la Favorite en 1831
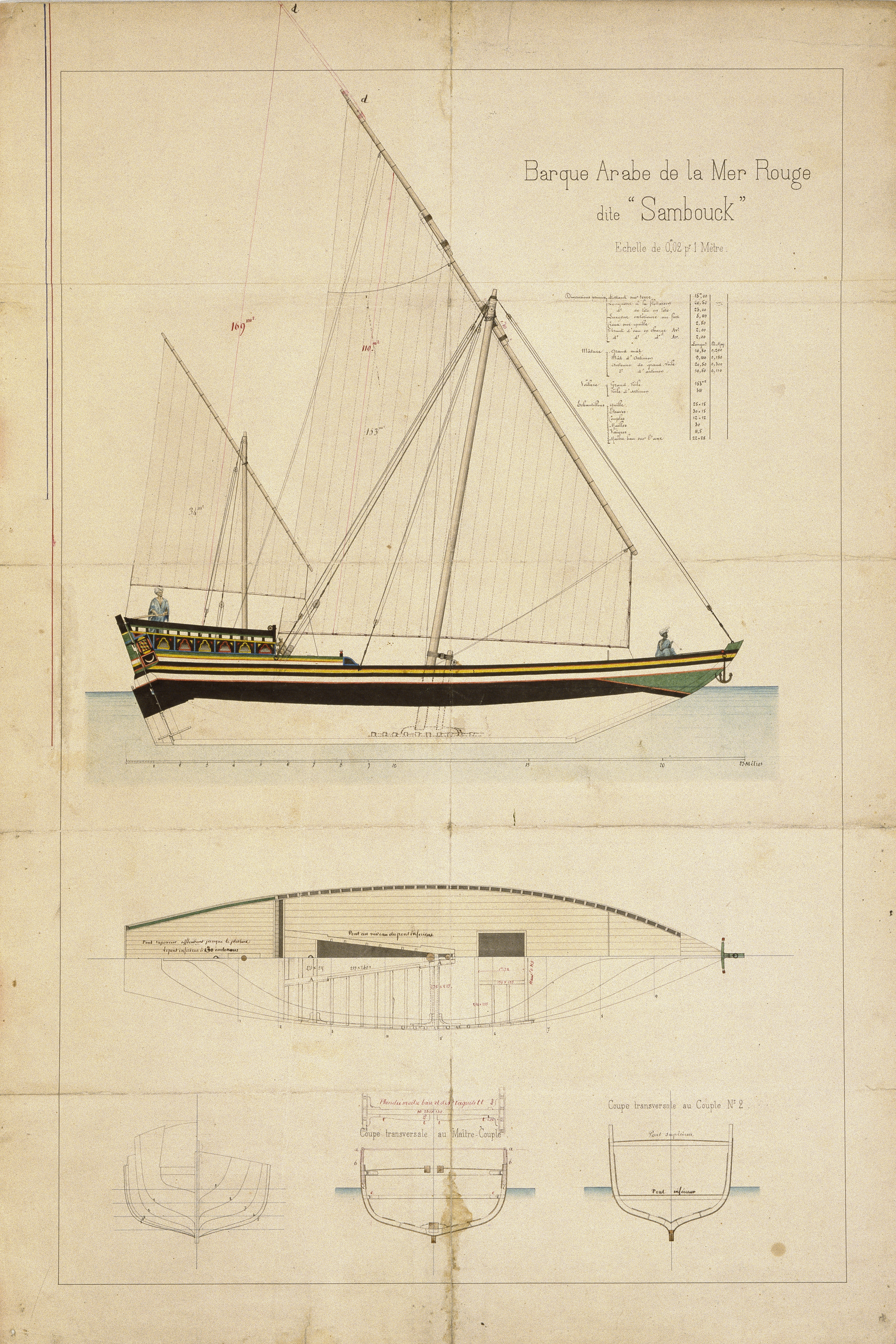
Plans en couleur d'un sambouk réalisés par François-Edmond Pâris, 1879
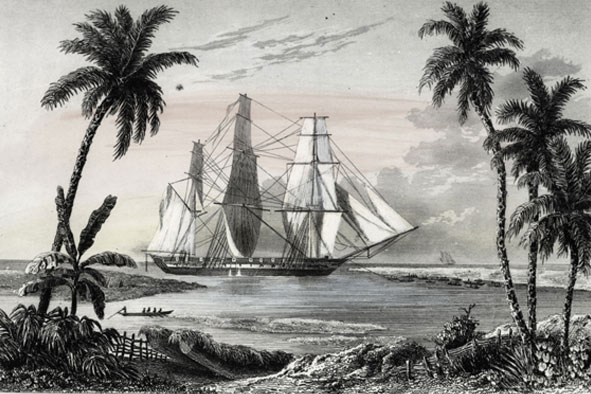
La frégate L'Artémise entrant à Tanoa, après son échouage, gravure d'après François-Edmond Pâris, publiée en 1839
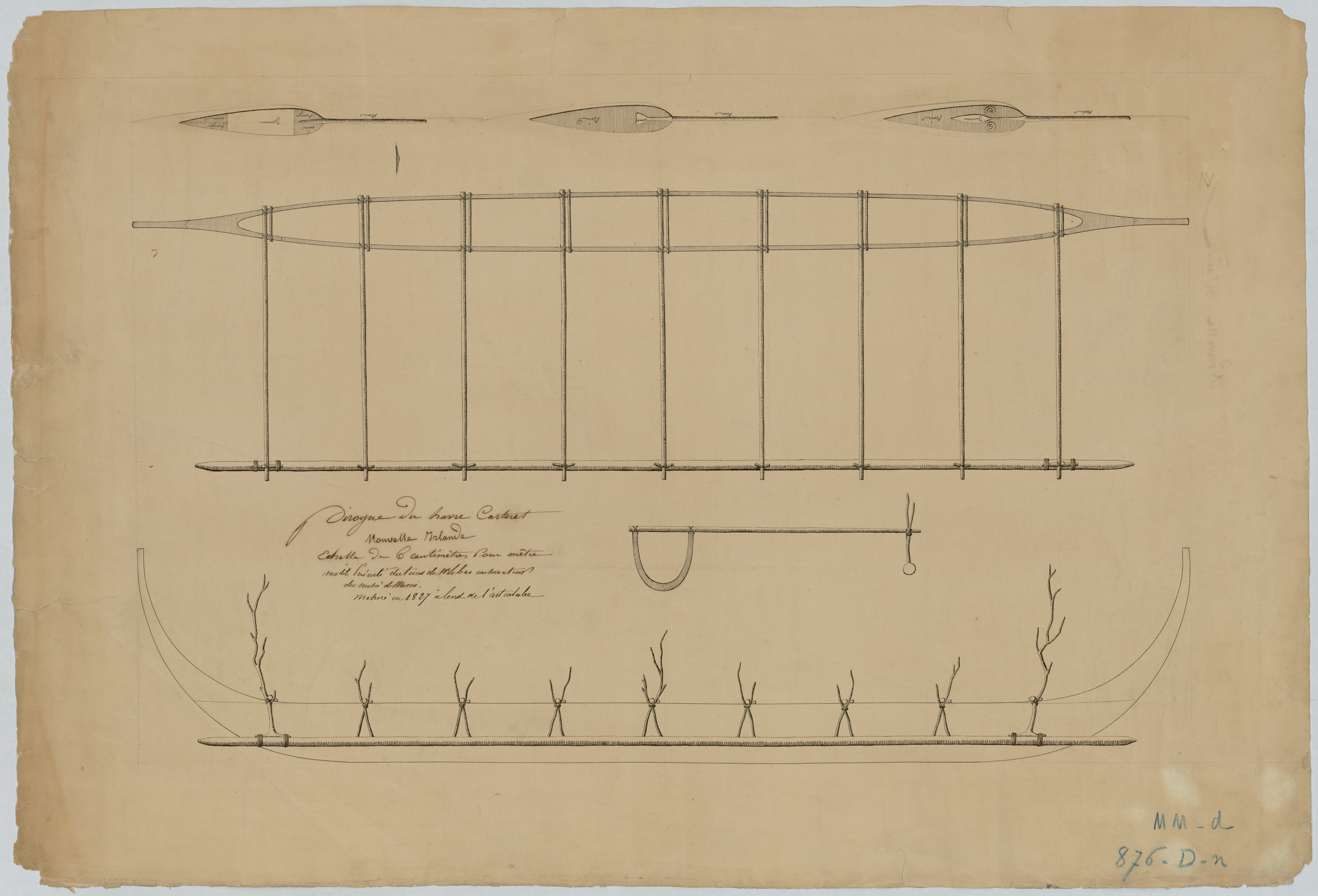
Plan d'une pirogue du Hâvre-Carteret (Nouvelle-Irlande) réalisé en 1827 par François-Edmond Pâris lors de son voyage à bord de l'Astrolabe.
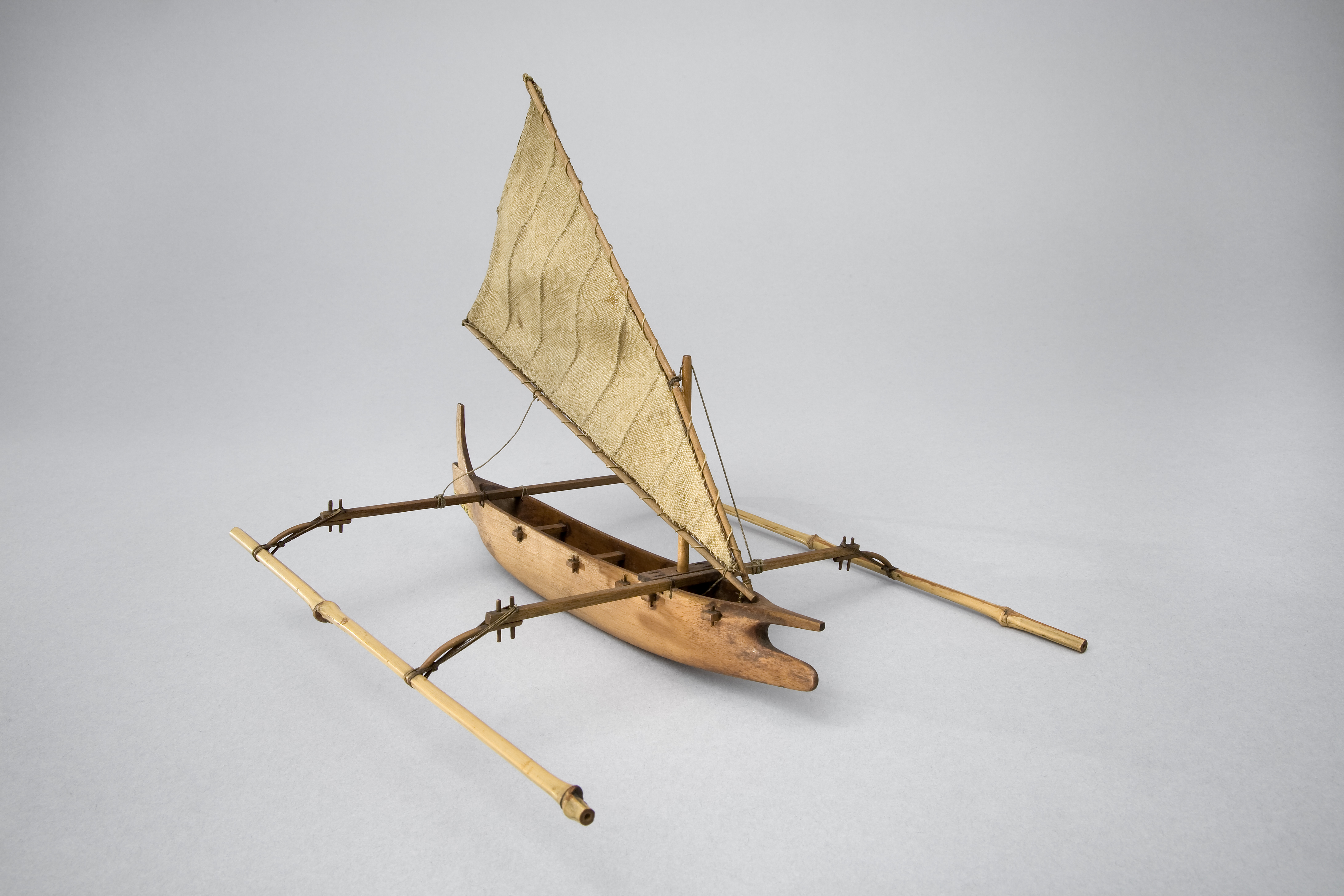
Maquette d'une pirogue javanaise réalisée sous la direction de Pâris et suivant ses plans, 1876
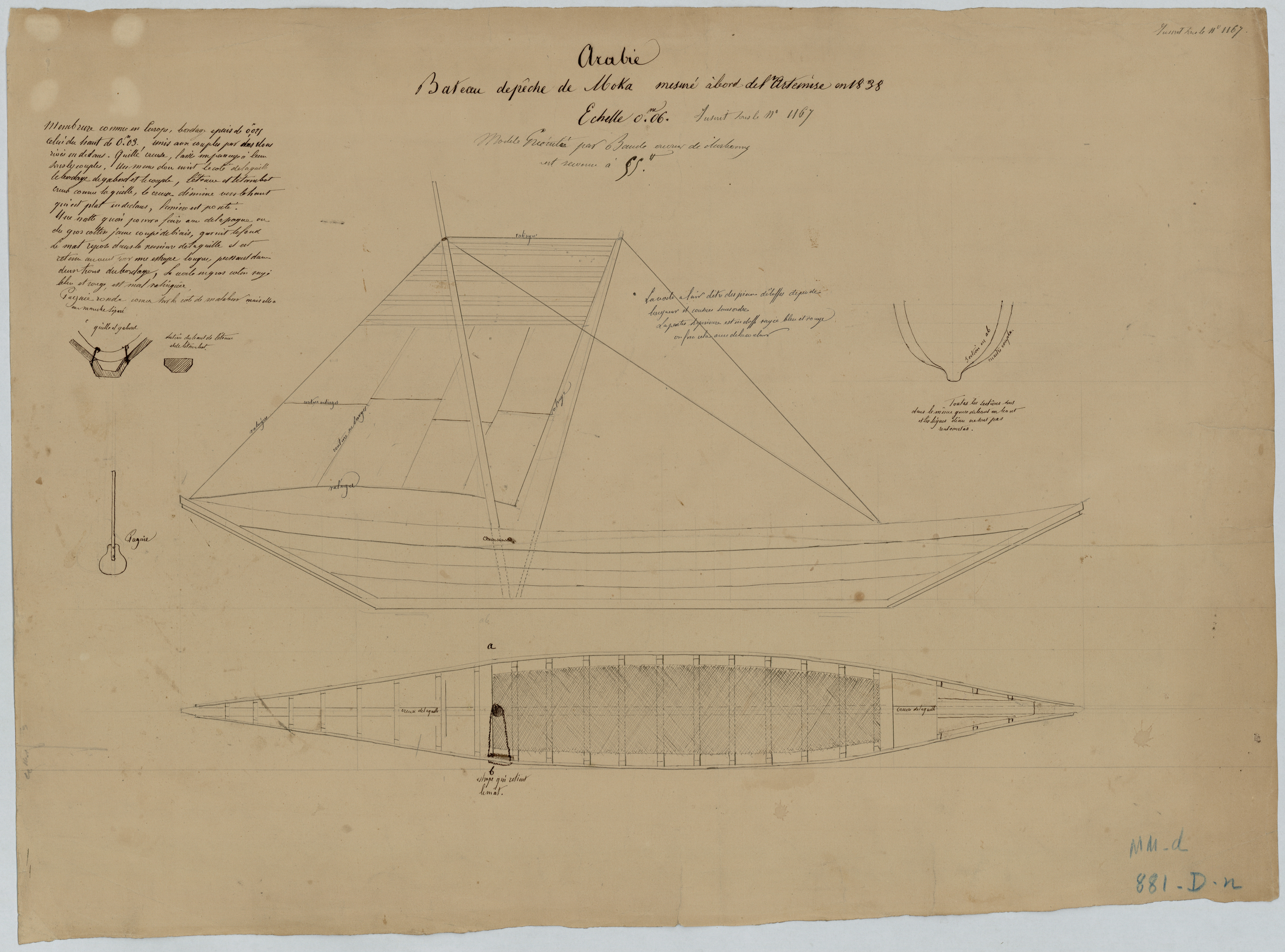
Plan d'un bateau de Moka (Yémen) réalisé par François-Edmond Pâris en 1838 à bord de l'Artémise.

## Hommage

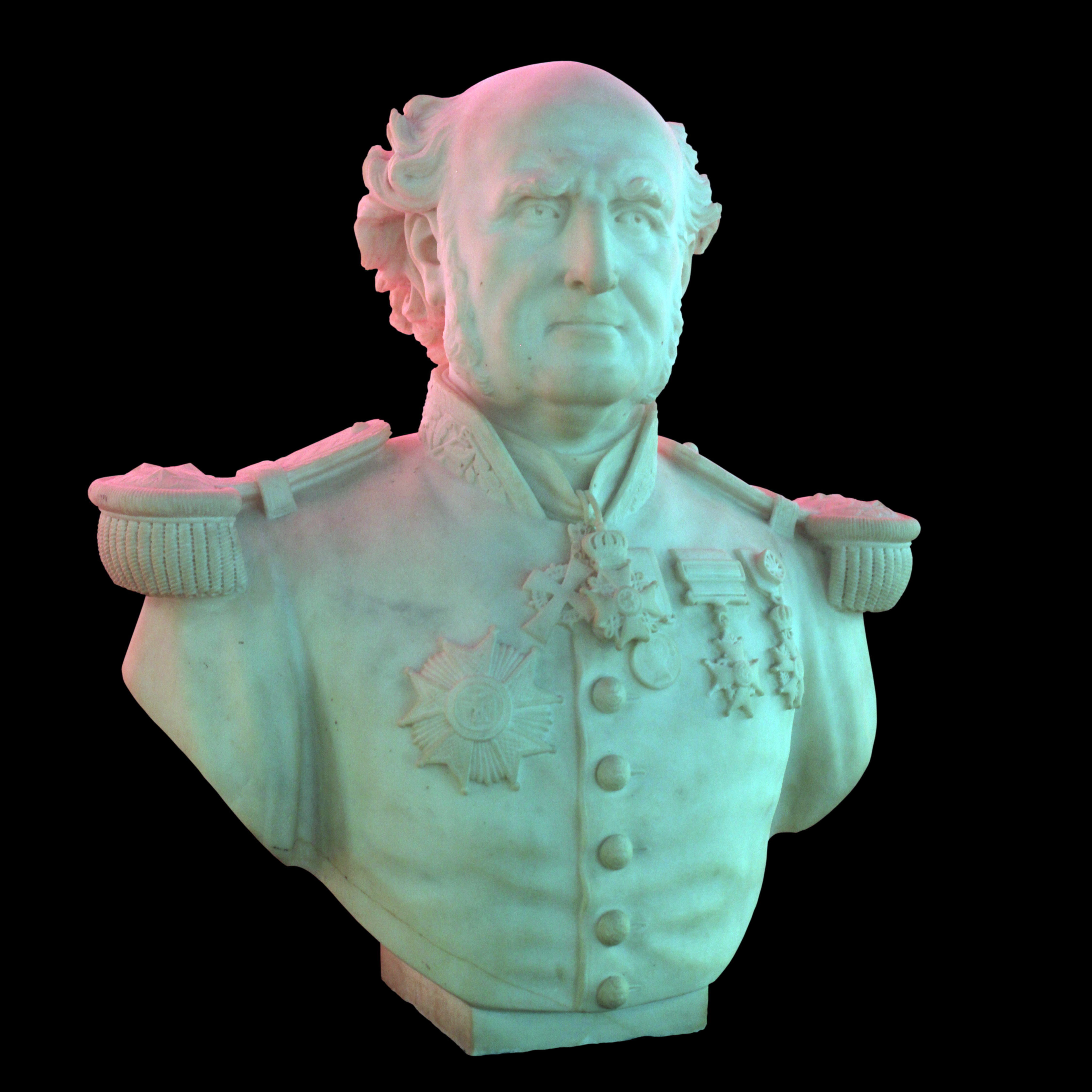
Buste de Pâris par Alexandre Oliva, exposé au Musée national de la Marine à Paris.

### L'Exposition "Tous les bateaux du monde" (2010)

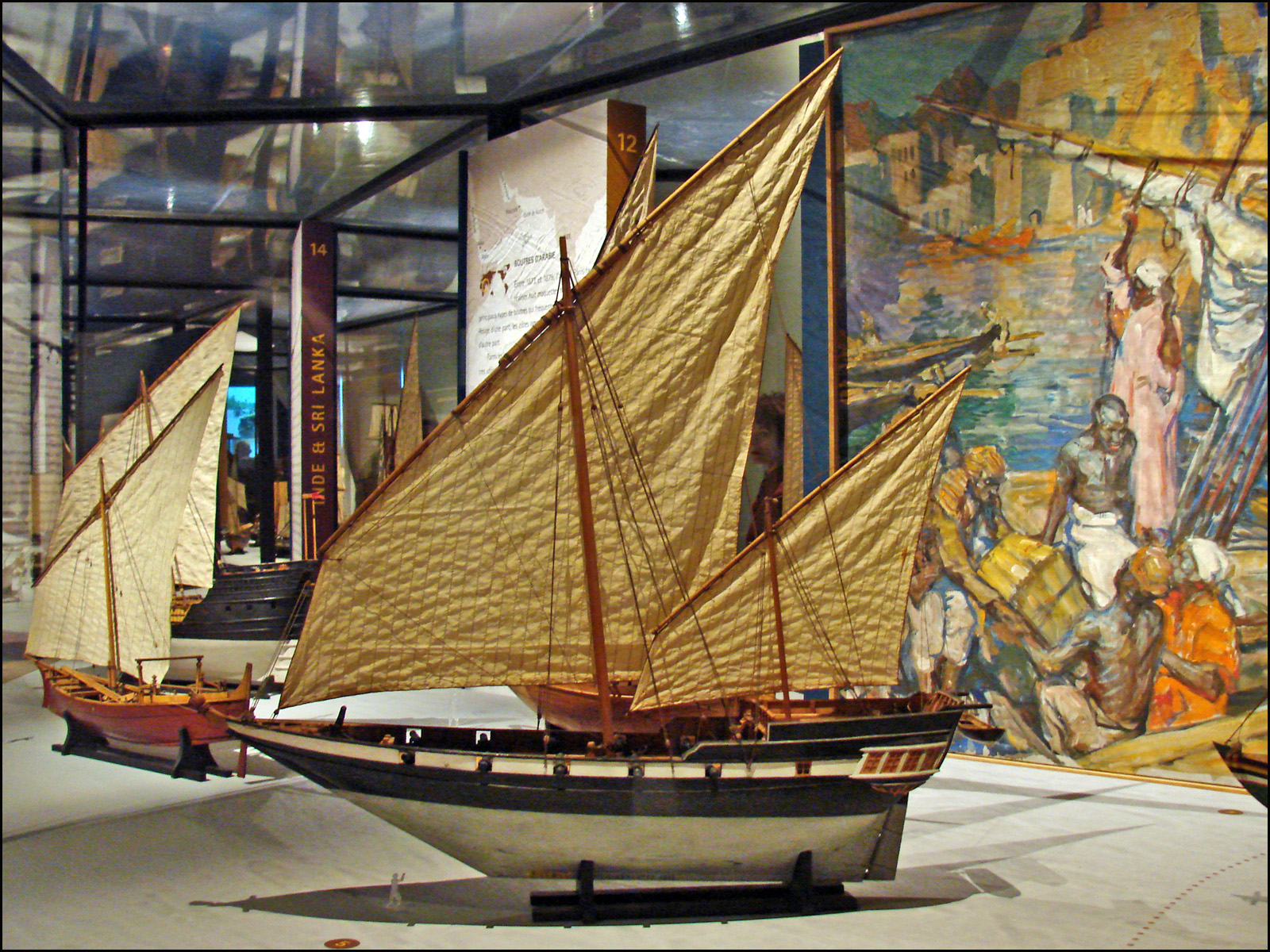
Vue de l'exposition Tous les bateaux du monde (2010, Musée national de la Marine de Paris).

Du 10 mars 2010 au 19 septembre 2010, une exposition dédiée à François-Edmond Pâris est présentée au musée national de la Marine, au Palais de Chaillot à Paris, intitulée Tous les bateaux du monde,. Cette exposition met en lumière le travail de François-Edmond Pâris, pionnier dans la compréhension des embarcations traditionnelles et un précurseur dans l'étude de la construction navale. Le titre de cette rétrospective témoigne de l'impact exceptionnel de ses études et recherches sur les différents types de canots et de navires utilisés par les peuples extra-européens. Ses nombreuses maquettes, nombreux dessins, plans et manuscrits documentent une variétés importantes de structures de bateaux.
L’exposition montre l'ampleur de ses études sur les embarcations traditionnelles, sur le patrimoine et sur la culture maritime, en présentant de nombreux objets et de documents issus du fonds Pâris. Ces dessins sont souvent réalisés en mer durant ses expéditions, au plus proche de la réalité. Cette exposition permet au public de se rendre compte des contributions scientifiques de François-Edmond Pâris : taille, forme, matériaux utilisés, particularités techniques des navires étudiés, avec des analyses complémentaires et des commentaires qui reliés ces embarcations à des contextes sociaux et historiques. Elle permet de mettre en valeur l'impact de ses travaux dans les domaines de la construction navale et de la navigation à travers le monde, en plaçant François-Edmond Pâris en tant que conservateur et de documentaliste des savoirs maritimes.

### Ouvrages de l'Amiral Pâris
- Essai sur la construction navale des peuples extra-européens ou collection des navires et pirogues construits par les habitants de l'Asie, de la Malaisie, du Grand océan et de l'Amérique dessinés et mesurés pendant les voyages autour du monde de l'Astrolabe, La Favorite et l'Artémise, Paris, 1841 (lire en ligne).
- Souvenirs de marine conservés. Collection de plans ou dessins de navires et bateaux anciens ou modernes existants ou disparus, avec les éléments numériques nécessaires à leur construction, Paris, 1882 (lire en ligne).
- Le voyage de la corvette La Favorite en 1830, 1831 et 1832 : Collections de bateaux dessinés d'après nature. [s.l.] : [s.d.].
- Manuel du mécanicien à vapeur, Paris, [s.d.].
- Catéchisme du marin et du mécanicien à vapeur ou Traité des machines à vapeur, Paris, seconde édition revue et augmentée, 1857.
- Traité de l'hélice propulsive, Paris, 1855.
- Utilisation économique des navires à vapeur : Moyens d'apprécier les services rendus par le combustible suivant la vitesse et la dimension des bâtiments, Paris, 1858.
- Note sur les navires cuirassés, [s.l.], 1862.
- Souvenirs de Jérusalem, Paris, 1862.
- L'art naval à l'exposition universelle de Londres de 1862, Paris, 1863 (lire en ligne).
- L'art naval à l'exposition universelle de Paris en 1867, Paris, [s.d.].
- Le Musée de Marine au Louvre. Histoire, description, représentation, statistique des navires à rames et à voiles d'après les dessins de galeries du musée du Louvre, Paris, 1883.
- L'œuvre de François Roux représentant les portraits des navires de la Marine française de 1792 à nos jours, Paris, 1885.
- avec Pierre-Marie-Joseph de Bonnefoux, Dictionnaire de marine à voile et à vapeur, Paris 1848.

### Monographies et articles sur l'Amiral Pâris
- Géraldine Barron-Fortier, « Entre tradition et innovation : itinéraire d'un marin, Edmond Pâris (1806-1893) », thèse dirigée par Marie Noëlle Bourguet, soutenue le 8 avril 2015.
- Denis-Michel Boëll, « Traditions nautiques, patrimoine maritime : dans le sillage de François-Edmond Pâris », in La Revue maritime, no 488, avril 2010, pp. 10-14.
- Patrice Decencière, « Le vice amiral Edmond Pâris (1806-1893), artisan de la création delien vers Gallica la nouvelle marine de guerre française », in Neptunia, no 257, 2010, pp. 5-13.
- Alain Niderlinder, « L'œuvre artistique de l'amiral Pâris », in La revue maritime, no 488, 2010, pp. 22-27.
- Jean-Jacques Larochelle, « Les petits bateaux de l'amiral Pâris », Le Monde, 6 octobre 2010 (consulté le 29 novembre 2022), p. 27.
- Eric Rieth (dir.), Tous les bateaux du monde, Grenoble, Glénat, 2010.
- Eric Rieth, « De l'ethnographie nautique », in La revue maritime, no 488, avril 2010, pp. 16-21.
- Eric Rieth, « Les méthodes de relevés de carènes employées par l'Amiral F. E. Pâris et par son fils, le lieutenant de vaisseau Armand Pâris », in Neptunia, no 261, 2011, pp. 15-26.
- Eric Rieth, « Les voyages ethnographiques de l'amiral Pâris », in Chasse-marée, no 224, juillet 2010, pp. 44-55.
- Eric Rieth, « Repères biographiques sur l'Amiral Pâris », in La revue maritime, no 488, avril 2010, pp. 10-14.
- Eric Rieth, « Vers les mondes extra-européens : la collection Pâris », in Neptunia, no 192, décembre 1993, pp. 58-59.
- Natascha Abriat, François-Edmond Pâris, Conservateur du Musée national de la Marine (1871-1893), Mémoire de muséologie dirigé par Geneviève Bresc et Eric Rieth, École du Louvre, 2000-2001.
- Roland Pintat, « Les Pâris et les bateaux d'Extrême-Orient », in La revue maritime, no 488, pp. 32-39.

### Catalogue d'exposition
- Eric Rieth (dir.), Tous les bateaux du monde. Musée national de la Marine, Gléant, 2010.